# شرکت امریکن موتورز
شرکت امریکن موتورز (AMC؛ معمولاً به عنوان American Motors شناخته می‌شود) یک شرکت خودروسازی آمریکایی بود که از ادغام Nash-Kelvinator Corporation و Hudson Motor Car Company در ۱ مه ۱۹۵۴ تشکیل شد. در آن زمان، این بزرگ‌ترین ادغام شرکتی در تاریخ ایالات متحده بود.
مشابه‌ترین رقبای امریکن موتورز خودروسازانی بودند که سطوح فروش سالانه مشابهی داشتند، مانند استودبیکر، پاکارد، کایزر موتورز و ویلیس-اورلند. بزرگ‌ترین رقبای آن‌ها سه خودروی بزرگ فورد، جنرال موتورز و کرایسلر بودند.
خط تولید امریکن موتورز شامل خودروهای کوچک بود—رامبلر امریکن، که با نام نش رامبلر در سال ۱۹۵۰ آغاز شد، هورنت، گرملین و پیسر. خودروهای متوسط و بزرگ، از جمله Ambassador, Rambler Classic, Rebel و Matador؛ ماشین‌های عضلانی، از جمله مارلین، AMX، و جاولین؛ و انواع اولیه چهار چرخ متحرک Eagle و Jeep Wagoneer، اولین کراس اوورهای واقعی در بازار ایالات متحده.
آمریکن موتورز که به‌عنوان «شرکت کوچکی به‌اندازه کافی ماهر برای بهره‌برداری از بخش‌های خاص بازار که غول‌ها به آن‌ها رها کرده‌اند»، به‌خاطر کار طراحی طراح طراح ارشد دیک تیگ، که «باید به بودجه بسیار محدودتری نسبت به همتایانش در سه‌گانه بزرگ دیترویت بسنده می‌کرد»، شهرت گسترده‌ای داشت، اما «تخصصی در سرمایه‌گذاری کارفرما داشت».
پس از دوره‌های موفقیت مستقل متناوب، رنو در سال ۱۹۷۹ علاقه قابل توجهی به امریکن موتورز پیدا کرد و این شرکت در نهایت توسط کرایسلر در سال ۱۹۸۷ خریداری شد.
از جمله خودروهای آمریکن موتورز که در ایران مونتاژ می‌شد، می‌توان به آریا شاهین، جیپ سی‌جی و جیپ آهو اشاره کرد. این خودروها توسط شرکت «جیپ ایران» (پارس خودرو کنونی) تولید می‌شد.

## تأسیس

نماد شرکت از سال ۱۹۵۴ تا ۱۹۶۷

در ژانویه ۱۹۵۴، شرکت Nash-Kelvinator شروع به خرید شرکت خودروسازی هادسون کرد (در آنچه ادغام نامیده می‌شد). شرکت جدید، شرکت آمریکایی موتورز نامیده خواهد شد. یک شرکت قبلی با همین نام، که توسط لوئیس شورولت تأسیس شد، از سال ۱۹۱۶ تا ۱۹۲۲ در پلینفیلد، نیوجرسی، قبل از ادغام در شرکت بسمر-آمریکن موتورز وجود داشت.
معامله Nash-Kelvinator/Hudson یک انتقال مستقیم سهام بود (سه سهام Hudson در فهرست ۱۱+۱/۸، برای دو سهم American Motors و یک سهم Nash-Kelvinator فهرست شده در ۱۷+۳/۸، برای یک سهم American Motors) و در بهار سال ۱۹۵۴ نهایی شد، و با تشکیل شرکت اتومبیل‌سازی در 1954-2000s. ۳۵۵ میلیون دلار آمریکا و بیش از ۱۰۰ میلیون دلار سرمایه در گردش. شرکت جدید مدیر عامل هادسون A.E. Barit را به عنوان مشاور حفظ کرد و او در هیئت مدیره شرکت کرد. جرج دبلیو میسون از نش رئیس و مدیرعامل شد.
میسون، معمار ادغام، بر این باور بود که بقای خودروسازان مستقل باقی مانده در ایالات متحده به پیوستن آنها برای تشکیل یک شرکت چند برندی بستگی دارد که بتواند سه بزرگ را به عنوان یک برابر به چالش بکشد. «جنگ دیوانه وار ۱۹۵۳–۱۹۵۴ فورد/جنرال موتورز قیمتی» خودروسازان «مستقل» باقی مانده را ویران کرد. دلایل ادغام بین نش و هادسون شامل کمک به کاهش هزینه‌ها و تقویت سازمان‌های فروش آنها برای مقابله با رقابت شدید مورد انتظار از سه بزرگ خودروها بود.
یکی از نتایج سریع ادغام دو برابر شدن خرید و تولید با نش بود که به هادسون اجازه داد قیمت‌ها را به‌طور متوسط ۱۵۵ دلار در خط Wasp و تا ۲۰۴ دلار در مدل‌های گران‌تر Hornet کاهش دهد. پس از ادغام، AMC اولین سه‌ماهه سودآور خود را در سه ماه دوم سال ۱۹۵۵ به دست آورد و ۱۵۹۲۳۰۷ دلار درآمد داشت، در حالی که در مدت مشابه سال قبل ۳۸۴۸۶۶۷ دلار ضرر داشت. میسون همچنین وارد بحث‌های غیررسمی با جیمز جی ننس از پاکارد شد تا دیدگاه استراتژیک خود را ترسیم کند. برنامه‌های موقتی برای امریکن موتورز برای خرید گیربکس‌های اتوماتیک اولتراماتیک Packard و موتورهای V8 Packard برای برخی محصولات امریکن موتورز انجام شد.
در ژوئیه ۱۹۵۴، پاکارد استودبیکر را خریداری کرد. شرکت جدید Studebaker-Packard (S-P) موتور جدید 320 cu in (5.2 L) Packard V8 و گیربکس خودکار Ultramatic Packard را برای مدل‌های Nash Ambassador و هادسون هورنت در سال ۱۹۵۵ در دسترس American Motors قرار داد. وقتی میسون در سال ۱۹۵۴ درگذشت، جورج دبلیو رامنی جانشین او شد. از قضا، یک بار به رامنی پیشنهاد کار ننس داده شده بود. در سال ۱۹۴۸، رامنی پیشنهادهایی از پاکارد برای پست مدیر عملیاتی و از نش برای سمت شماره دو در شرکت دریافت کرد. اگرچه پیشنهاد پاکارد می‌توانست هزینه بیشتری داشته باشد، رامنی تصمیم گرفت زیر نظر میسون کار کند زیرا فکر می‌کرد نش آینده روشن‌تری دارد. جیمز ننس، رئیس Studebaker-Packard از بررسی ادغام با امریکن موتورز خودداری کرد، مگر اینکه بتواند در جایگاه برتر قرار گیرد (میسون و ننس به ترتیب رقبای سابق به عنوان روسای کلویناتور و هات پوینت بودند)، و یک هفته پس از مرگ میسون، رامنی اعلام کرد که «هیچ ادغامی به صورت مستقیم یا غیرمستقیم در حال انجام نیست.» رامنی با تعهد میسون برای خرید محصولات S-P موافقت کرد. میسون و ننس توافق کرده بودند که S-P در ازای خرید قطعات از American Motors تلاش کند، اما S-P این کار را انجام نداد. از آنجایی که موتورها و گیربکس‌های پاکارد نسبتاً گران بودند، امریکن موتورز توسعه V8 خود را آغاز کرد. امریکن موتورز همچنین ۴۰ میلیون دلار آمریکا را برای توسعه مونوکوک Double Safe Single Unit خود که در سال ۱۹۵۶ عرضه شد، هزینه کرد. در اواسط سال ۱۹۵۶، گیربکس ۳۵۲ سی سی اینچ (۵٫۸ لیتر) Packard V8 و گیربکس TwinUltramatic کنار گذاشته شد و با V8 جدید American Motors و گیربکس‌های GM Hydra-Matic و Borg-Warner جایگزین شد.

## توسعه محصول در دهه ۱۹۵۰
ادغام محصول

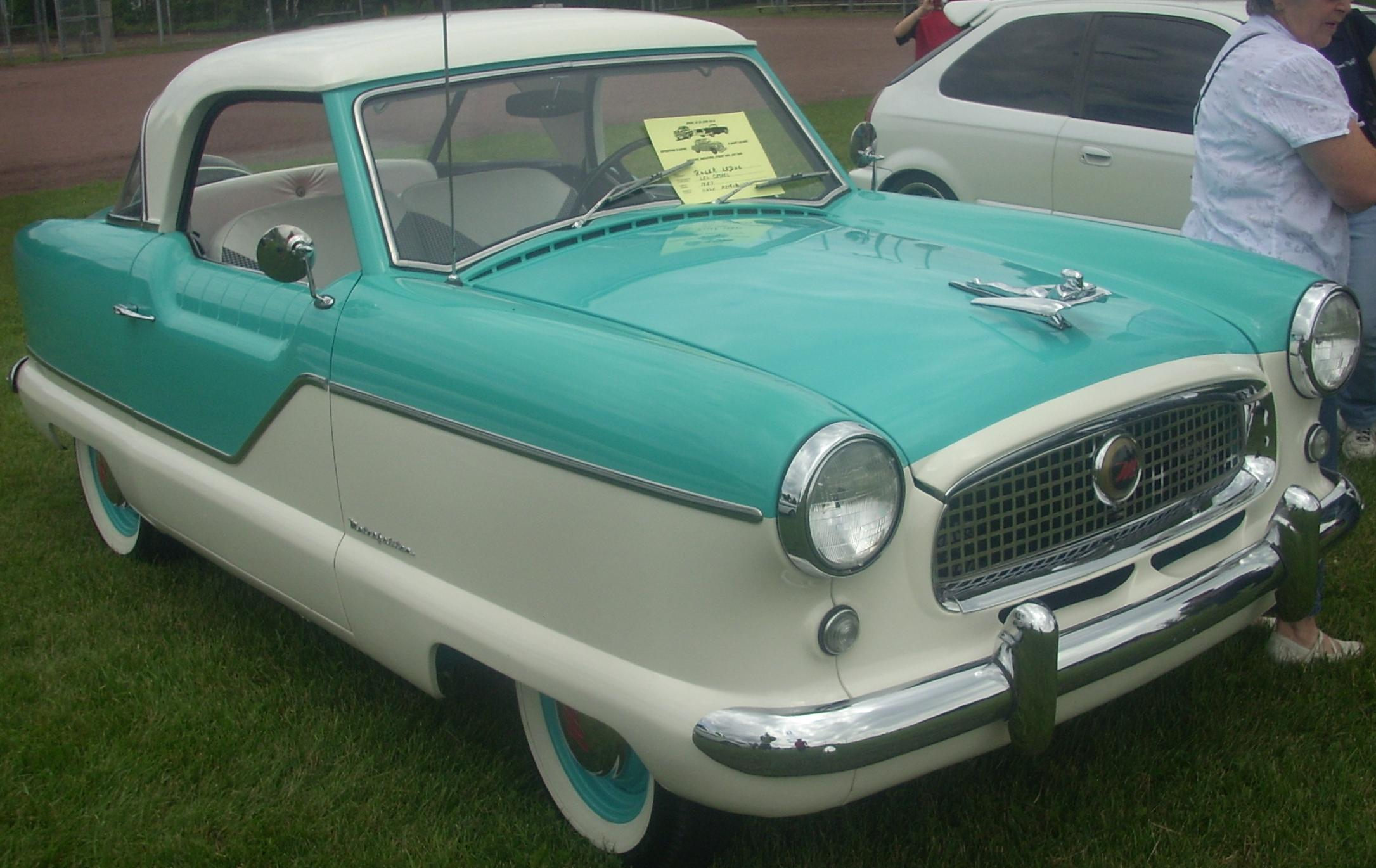
نش متروپولیتن، ۱۹۵۷

امریکن موتورز خطوط تولید نش و هادسون را تحت یک استراتژی تولید مشترک در سال ۱۹۵۵ با تولید نش و هادسون در کارخانه نش در کنوشا ترکیب کرد. کارخانه دیترویت هادسون به تولید قراردادی نظامی تبدیل شد و در نهایت فروخته شد. شبکه‌های فروش جداگانه نش و هادسون حفظ شدند. هادسون‌ها برای هماهنگی با استایل بدن نش دوباره طراحی شدند.
مدل پرفروش نش رامبلر در سال‌های ۱۹۵۵ و ۱۹۵۶ به‌عنوان نش و هادسون فروخته شد. این رامبلرهای مهندسی شده با نشان و به‌طور مشابه متروپولیتن‌های کوچک، به جز کلاهک‌ها، پلاک‌های نام و سایر تزئینات جزئی، یکسان بودند.
خط تولید سایز کامل قبلی نش با نش استیتمن که به عنوان هادسون واسپ «جدید» و سفیر نش به عنوان هادسون هورنت تغییر شکل داده شد، ادامه یافت. اگرچه بدنه خودروها یکسان بود، اما حداقل به اندازه شورولت و پونتیاک با یکدیگر متفاوت بودند. هادسون و نش هر کدام از موتورهای خود مانند گذشته استفاده کردند: هادسون هورنت به ارائه I6 308 cu در (۵٫۰ لیتر) ادامه داد که در اوایل دهه ۱۹۵۰ به قهرمان (NASCAR) نیرو می‌داد. Wasp اکنون از موتور قبلی هادسون جت استفاده می‌کرد.
سفیر نش و استیتمن به ترتیب با سوپاپ‌های سربار و شش‌های سر ال سر ادامه دادند. خودروهای هادسون و نش سیستم تعلیق جلو متفاوتی داشتند. درب صندوق قابل تعویض بود، اما سایر پانل‌های بدنه، شیشه‌های عقب، پانل‌های داشبورد و سیستم‌های ترمز متفاوت بودند. هادسون هورنت، واسپ و همتایان نش سواری، دید و مصرف سوخت را به دلیل بدنه نش سبک ترشان بهبود بخشیده بودند.

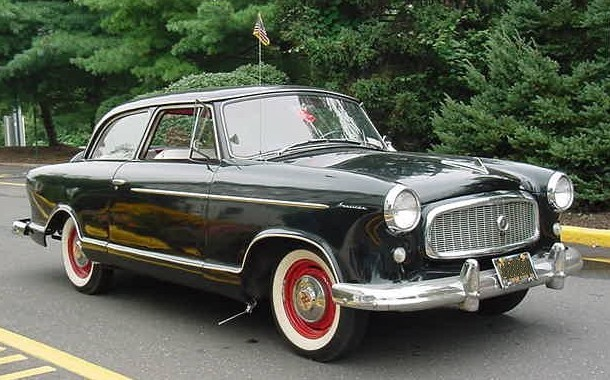
رامبلر امریکن کلاب سادن، ۱۹۵۹

محدوده بزرگتر نش و هادسون فروش خوبی نداشت و AMC هر سال ضرر می‌کرد. رامنی که از نتایج ناامید شده بود، در سال ۱۹۵۶ تصمیم گرفت که آینده شرکت با خط فشرده رامبلر است. رامنی تولید خودروهای بزرگ جدید را متوقف کرد و به‌طور کامل بر روی Rambler Six و V8 جدید تمرکز کرد و آنها را در سال ۱۹۵۶ معرفی کرد، علی‌رغم برنامه‌ریزی برای عرضه در سال ۱۹۵۷. فروش رامبلرهای جدید ضعیف بود و فروش مدل‌های هادسون و نش تقریباً وجود نداشت، که منجر به زیان عملیاتی ۳۱٫۷ میلیون دلاری برای سال ۱۹۵۶ شد. فروش در سال ۱۹۵۷ بهبود یافت، اما شرکت شاهد زیان ۱۱٫۸ میلیون دلاری بود. در پاسخ، رامنی کمپین روابط عمومی گسترده‌ای را راه اندازی کرد و طی ۱۲ ماه ۷۰۰۰۰ مایل (۱۱۲۶۵۴ کیلومتر) را در سراسر کشور طی کرد. رامنی در تالارهای اتحادیه، شام، کلیساها، نمایشگاه‌ها و ایستگاه‌های رادیویی و تلویزیونی سخنرانی کرد. او در هر جایی بود که می‌توانست در مورد رامبلر صحبت کند. فروش Rambler در سال ۱۹۵۸ افزایش یافت و ۵۸٫۷٪ افزایش یافت و ۴۲۵ فروشنده جدید ثبت نام کردند. در نتیجه، سال ۱۹۵۸ با ۲۸ میلیون دلار درآمد، اولین سال سودآوری AMC از زمان تشکیل آن شد. برندهای نش و هادسون کنار گذاشته شدند و رامبلر به خودی خود به یک مارک تجاری و ستون اصلی شرکت تبدیل شد.  کامپکت ساب کامپکت محبوب متروپولیتن ساخت بریتانیا به‌عنوان یک برند مستقل ادامه یافت تا اینکه در سال ۱۹۶۱ تولید آن متوقف شد. نمونه اولیه سفیر/هادسون هورنت ۱۹۵۸ که بر روی سکوی کشیده رامبلر ساخته شد، در آخرین لحظه به «سفیر توسط رامبلر» تغییر نام داد. برای تکمیل خط مدل، امریکن موتورز نش رامبلر ۱۰۰ اینچی (۲۵۴۰ میلی‌متری) نش رامبلر قبلی ۱۹۵۵ را به‌عنوان رامبلر آمریکایی جدید با تنها چند تغییر دوباره معرفی کرد. این به رامبلر یک مجموعه جمع‌وجور داد که شامل مدل آمریکایی معرفی‌شده، ۱۰۸ اینچ (۲۷۴۳ میلی‌متر) فاصله بین دو محور Rambler Six و Rebel V8 و همچنین فاصله بین دو محور ۱۱۷ اینچ (۲۹۷۲ میلی‌متر) Ambassador بود.
"دایناسور-جنگنده"

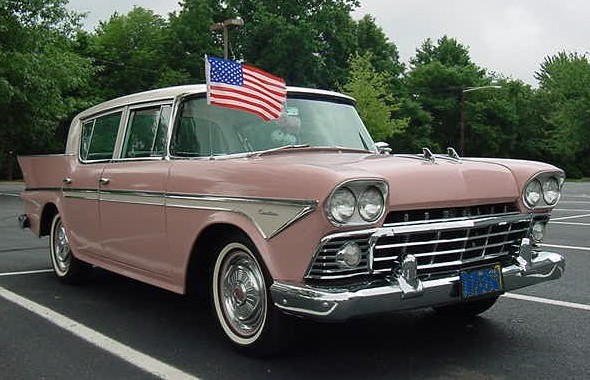
رامبلر کاستوم ۴ در سادن، ۱۹۵۸

فروش رامبلرز در اواخر دهه ۱۹۵۰ تا حدودی به دلیل تمرکز امریکن موتورز بر خودروی جمع و جور و تلاش‌های بازاریابی آن افزایش یافت. از جمله حمایت مالی از مجموعه تلویزیونی مجموعه تلویزیونی بسیار محبوب والت دیزنی و به عنوان غرفه‌دار در پارک موضوعی دیزنی لند در آناهیم، کالیفرنیا. جورج رامنی خود محصول رامبلر را در تبلیغات تلویزیونی مطرح کرد.
در حالی که «سه بزرگ» خودروهای بزرگتر را معرفی می‌کرد، امریکن موتورز از استراتژی «دایناسور-جنگنده» پیروی می‌کرد. رهبری جورج دبلیو رامنی، ۲۰ سال قبل از اینکه نیاز واقعی به آنها وجود داشته باشد، شرکت را بر روی خودروهای جمع و جور متمرکز کرد، یک خودروی کم مصرف. این باعث شد رامنی در رسانه‌ها شهرت بالایی داشته باشد. دو عامل استراتژیک اصلی وارد عمل شد: (۱) استفاده از اجزای مشترک در محصولات امریکن موتورز و (۲) امتناع از شرکت در مسابقه بازسازی سه‌گانه بزرگ. این سیاست کنترل هزینه به Rambler کمک کرد تا شهرت خود را در ساخت خودروهای اقتصادی جامد افزایش دهد. مقامات شرکت به تغییر بازار اطمینان داشتند و در سال ۱۹۵۹ اعلام کردند که ۱۰ میلیون دلار (۱۰۷٬۸۶۵٬۲۹۷ دلار آمریکا در سال ۲۰۱۶) مجتمع Kenosha خود را توسعه می‌دهد (برای افزایش ظرفیت سالانه مستقیم از ۳۰۰٬۰۰۰ به ۴۴۰٬۰۰۰ خودرو). در نامه ای به سهامداران در سال ۱۹۵۹ ادعا شد که معرفی خودروهای کامپکت جدید توسط رقبای بزرگ داخلی امریکن موتورز (برای مدل سال ۱۹۶۰) «نشانی از پایان سلطه خودروهای بزرگ در ایالات متحده است.» و اینکه امریکن موتورز پیش‌بینی می‌کند فروش خودروهای کوچک در ایالات متحده ممکن است تا سال ۱۹۶۳ به سه میلیون دستگاه برسد.
امریکن موتورز همچنین شروع به آزمایش با خودروهای بدون بنزین کرد. در ۱ آوریل ۱۹۵۹، American Motors و Sonotone Corporation یک تلاش تحقیقاتی مشترک را برای در نظر گرفتن تولید یک خودروی الکتریکی که قرار بود با باتری «خودشارژ شونده» تغذیه شود، اعلام کردند. Sonotone فناوری ساخت باتری‌های نیکل-کادمیم صفحه‌ای متخلخل را داشت که می‌توان آن‌ها را خیلی سریع دوباره شارژ کرد و از باتری‌های سرب اسیدی خودروهای معمولی سبک‌تر بود.
در سال ۱۹۵۹، امریکن موتورز طراح دیک تیگ را که قبلاً برای جنرال موتورز، پاکارد و کرایسلر کار کرده بود، استخدام کرد. پس از اینکه ادموند ای. اندرسون شرکت را در سال ۱۹۶۱ ترک کرد، تیگ به عنوان طراح اصلی و در سال ۱۹۶۴ به عنوان معاون رئیس انتخاب شد.

## تغییر تمرکز در دهه ۱۹۶۰
نوآوری

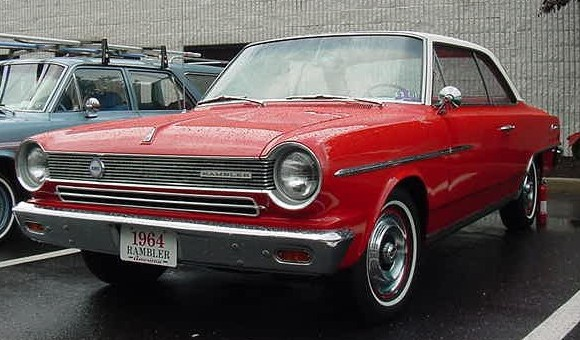
رامبلر امریکن ۴۴۰-اچ ۱۹۶۴

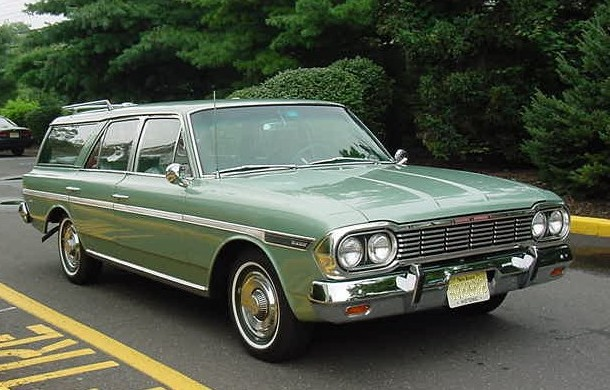
رامبلر کلاسیک ۷۷۰ ۱۹۶۴

برای ماندن در رقابت، امریکن موتورز طیف وسیعی از محصولات را در دهه ۱۹۶۰ تولید کرد و مدتها قبل از اینکه «سه بزرگ» آنها را معرفی کند، نوآوری‌هایی به آن اضافه کرد.
برای مثال، Rambler Classic در سال ۱۹۶۲ به یک سیلندر اصلی پشت سر هم مجهز شد که حتی در صورت خرابی در سیستم ترمز، توانایی توقف را داشت. فقط کادیلاک این ویژگی ایمنی را شش سال قبل از اینکه قوانین ایمنی ایالات متحده آن را در همه خودروها الزامی کند، گنجانده است.
امبلر همچنین در ارائه دنباله نشانگر تعویض دنده اتوماتیک (P R N D2 D1 L) پیشگام بود (P R N D2 D1 L، که در صورت انتخاب "D2"، ماشین با دنده دوم شروع می‌شد، در حالی که "۱" با دنده اول شروع می‌شد) در جعبه دنده "Flash-O-Matic" خود که شبیه به "PRNDSL" امروزی است، که موقعیت خنثی را بین مدل تعویض دنده ۱۹ اجباری کرده است. درایو،[۲۵]در حالی که جنرال موتورز هنوز انتخابگر تعویض دنده را ارائه می‌کرد که تا دهه ۱۹۶۰ دقیقاً در کنار دنده پایین (PNDSLR) معکوس بود.
امریکن موتورز که در صنعت خودروسازی ایالات متحده منحصربه‌فرد بود، پشتی صندلی‌های جلو قابل تنظیم را از مبدأ نش ارائه کرد، و در سال ۱۹۶۴، کلاسیک و سفیر تقریباً یک دهه قبل از اینکه Big Three آنها را به‌عنوان آپشن ارائه کند، به صندلی‌های جلوی خوابیده دوگانه استاندارد مجهز شدند. ترمزهای دیسکی Bendix در سال ۱۹۶۵ در مارلین استاندارد و در مدل‌های دیگر اختیاری بودند. این امر مارلین را به یکی از اولین خودروهای مدرن آمریکایی با ترمزهای دیسکی استاندارد تبدیل کرد، در حالی که سه بزرگ تا اوایل دهه ۱۹۷۰ در اکثر مدل‌های خود برای مطابقت با استانداردهای ایمنی خودروهای موتوری فدرال این ترمزها را ارائه نکردند.
در اوایل دهه، به لطف تاریخچه ساخت خودروهای کوچک که در سال ۱۹۶۱ رواج یافت، فروش قوی بود. تمرکز استراتژیک رامنی بسیار موفق بود، همان‌طور که در سودهای سالم شرکت سال به سال منعکس شد. شرکت کاملاً بدون بدهی شد. موفقیت مالی به شرکت اجازه داد در ۲۶ اوت ۱۹۶۱ با اتحادیه کارگران اتومبیل برای یک طرح اشتراک سود که در صنعت خودرو جدید بود به توافق برسد. قرارداد کار سه ساله جدید آن شامل افزایش دستمزد بهبود سالانه سخاوتمندانه و افزایش خودکار هزینه‌های زندگی بود. با این حال، در سال ۱۹۶۲، رامنی استعفا داد تا برای فرمانداری میشیگان نامزد شود. جانشین او روی آبرنتی، مدیر فروش موفق امریکن موتورز بود.
در سال ۱۹۶۴، تولید Studebaker در ایالات متحده به پایان رسید و فعالیت‌های آن در کانادا در سال ۱۹۶۶ متوقف شد. «سه بزرگ»، به‌علاوه شرکت‌های کوچک‌تر American Motors, Kaiser Jeep, International Harvester, Avanti و Checker بقیه تولیدکنندگان خودرو در آمریکای شمالی بودند.

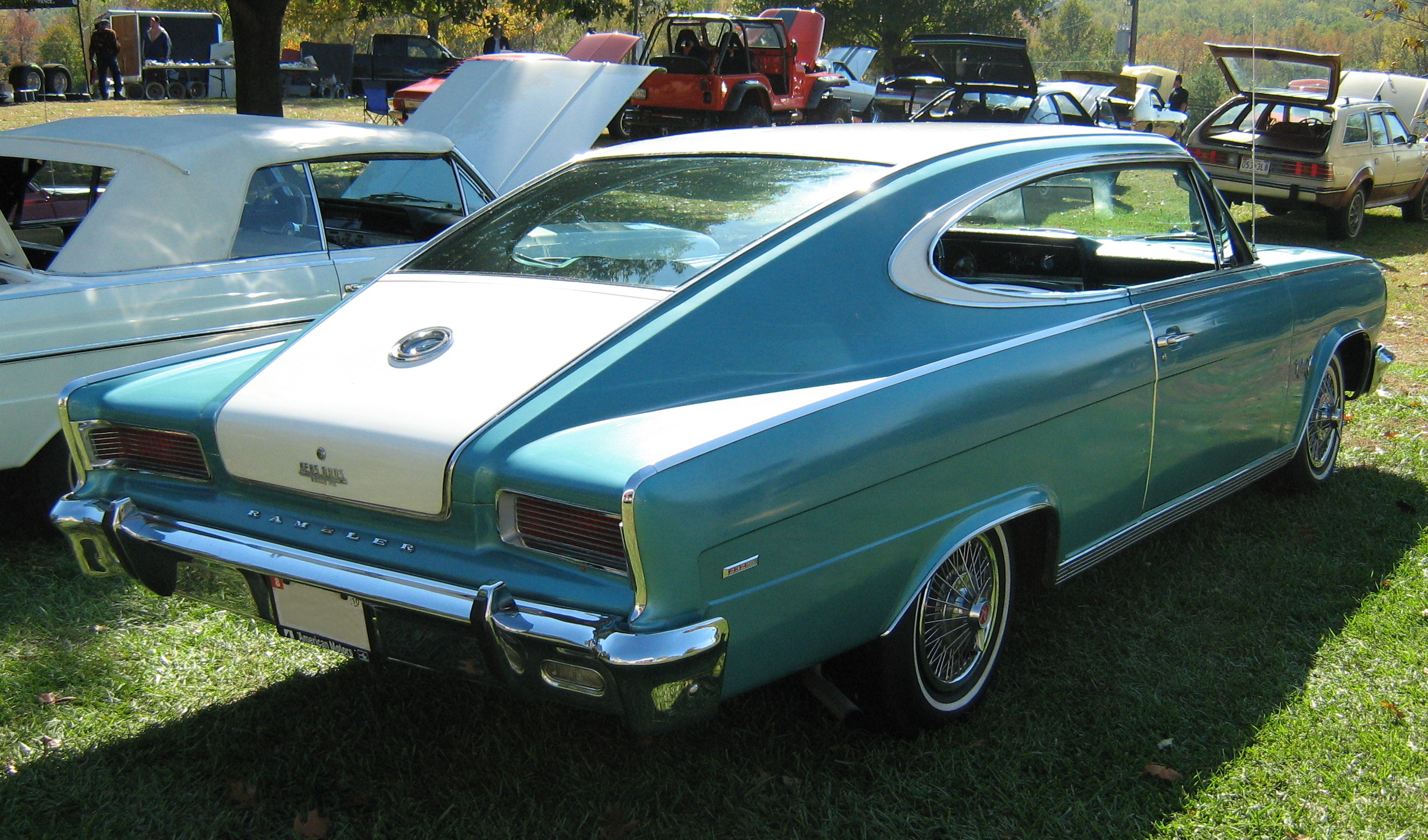
رامبلر مارلین ۱۹۶۵

آبرنتی معتقد بود که شهرت امریکن موتورز در ساخت خودروهای قابل اعتماد و اقتصادی می‌تواند به استراتژی جدیدی تبدیل شود که می‌تواند خریداران AMC را هنگام خرید و فروش خودروهای بزرگ‌تر و گران‌تر دنبال کند. امریکن موتورز در حقیقت در طول تاریخ خود خودروهای بزرگی تولید کرده بود. سفیران رامبلر به بزرگی یک فورد یا شورت فول سایز بودند. تنها در سال‌های ۱۹۶۳ و ۱۹۶۴ خودروهای بزرگ‌تر از خط تولید امریکن موتورز وجود نداشت. اولین خودروهایی که امضای او را داشتند، مدل‌های ۱۹۶۵ بودند. مدل‌های ۱۹۶۵ تغییرات عمده‌ای در پلتفرم جدیدی بود که به تازگی در سال ۱۹۶۳ معرفی شده بود. اینها یک سری سفیر طولانی‌تر و قابلیت تبدیل‌های جدید برای مدل‌های بزرگتر بودند. در اواسط سال، یک فست بک به نام مارلین اضافه شد. این خودرو مستقیماً با خودروهایی مانند دوج چارجر رقابت می‌کرد، اما فست‌بک «خانوادگی» AMC بر تجملات شخصی تأکید داشت.
انتخاب‌های سخت
تلاش ادامه‌دار «در سخت‌ترین مسابقه دنیای تجارت - مسابقه سنگ‌شکن علیه سه خودروساز بزرگ» همچنین به معنای تغییرات سالانه استایل است که مستلزم هزینه‌های کلان است. اعتماد کامل مدیریت امریکن موتورز «که مدل‌های جدید ۱۹۶۵ جلوی نزول آزاردهنده را خواهند گرفت» در واقع شروع به عقب افتادن از سهم فروش کرد.
علاوه بر این، خط جدیدی از خودروهای بازطراحی‌شده در بازارهای بزرگ و متوسط در پاییز ۱۹۶۶ راه‌اندازی شد. خودروها به دلیل استایل روان‌شان مورد تحسین قرار گرفتند، و ایده‌های آبرنتی با افزایش قابل توجه فروش Ambassador عملی شد. با این حال، طراحی‌های قدیمی Rambler Americans به فروش آن لطمه زد که سود حاصل از فروش Ambassador را جبران کرد. مشکلات کنترل کیفیت با معرفی خودروهای جدید و سایز کامل و شایعات مداوم در مورد از بین رفتن این شرکت به دلیل جریان نقدی نامطمئن آن وجود داشت. رتبه‌بندی منفی Consumer Reports برای ایمنی امریکن موتورز کمکی نکرد.
در این مدت، فروش بین‌المللی AMC در حال گسترش بود. از تنها ۱۸۰۰۰ خودرو پنج سال پیش، AMC مدل سال ۱۹۶۵، ۷۴۴۲۰ خودرو را در کانادا، اروپا و آمریکای لاتین فروخت. AMC مهم‌ترین فروشنده خودرو در ایالات متحده در فرانسه و آلمان باقی ماند.
آبرنتی همچنین خواستار بی‌توجهی به برند رامبلر شد، زیرا معتقد بود که مردم به شدت آن را با خودروهای اقتصادی مرتبط می‌دانند و در زمانی که فروش خودروهای متوسط و لوکس قوی بود، مانع فروش سایر مدل‌های آمریکایی موتورز می‌شد. در نتیجه، او دستور داد که برای سال ۱۹۶۶، سفیر و مارلین صرفاً به عنوان یک محصول آمریکایی موتورز نشان داده شوند. تغییر استراتژی در ابتدا کارآمد به نظر می‌رسید زیرا فروش سفیران ۱۹۶۵ و ۱۹۶۶ بازطراحی شده بهبود یافت، حتی با کاهش تولید کلی AMC نسبت به سطح رکوردی که در سال ۱۹۶۳ به دست آمد. با این حال، درآمد هر سهم شرکت‌ها ۲۷ سنت ناچیز به ازای هر سهم بود، که کمترین میزان از زمانی است که AMC به ۱۹۸ سنت بازگشته است. پیام تغییر ثروت خودروساز زمانی که گزارش مالی سالانه شرکت در سال ۱۹۶۶ به جای پوشش براق سال قبل در یک لفاف قهوه ای ساده تحویل داده شد.

نماد شرکت امریکن موتورز از سال ۱۹۶۷ تا ۱۹۷۰

یک طراحی کاملاً جدید نیز برای مدل‌های بزرگتر ۱۹۶۷ در نظر گرفته شده بود. این استراتژی ۶۰ میلیون دلار به هزینه‌های ابزارآلات مجدد اضافه کرد که کشش قابل توجهی برای شرکت است. آخرین مدل‌ها قطعات کمتری را به اشتراک گذاشتند و هزینه ساخت آنها بیشتر بود. آبرنتی به هدف خود ادامه داد تا طرح‌های Rebel و Ambassador جدید را بر مبنایی برابر با مدل‌های اقتصادی رقابتی عرضه‌شده توسط سه بزرگ قرار دهد.

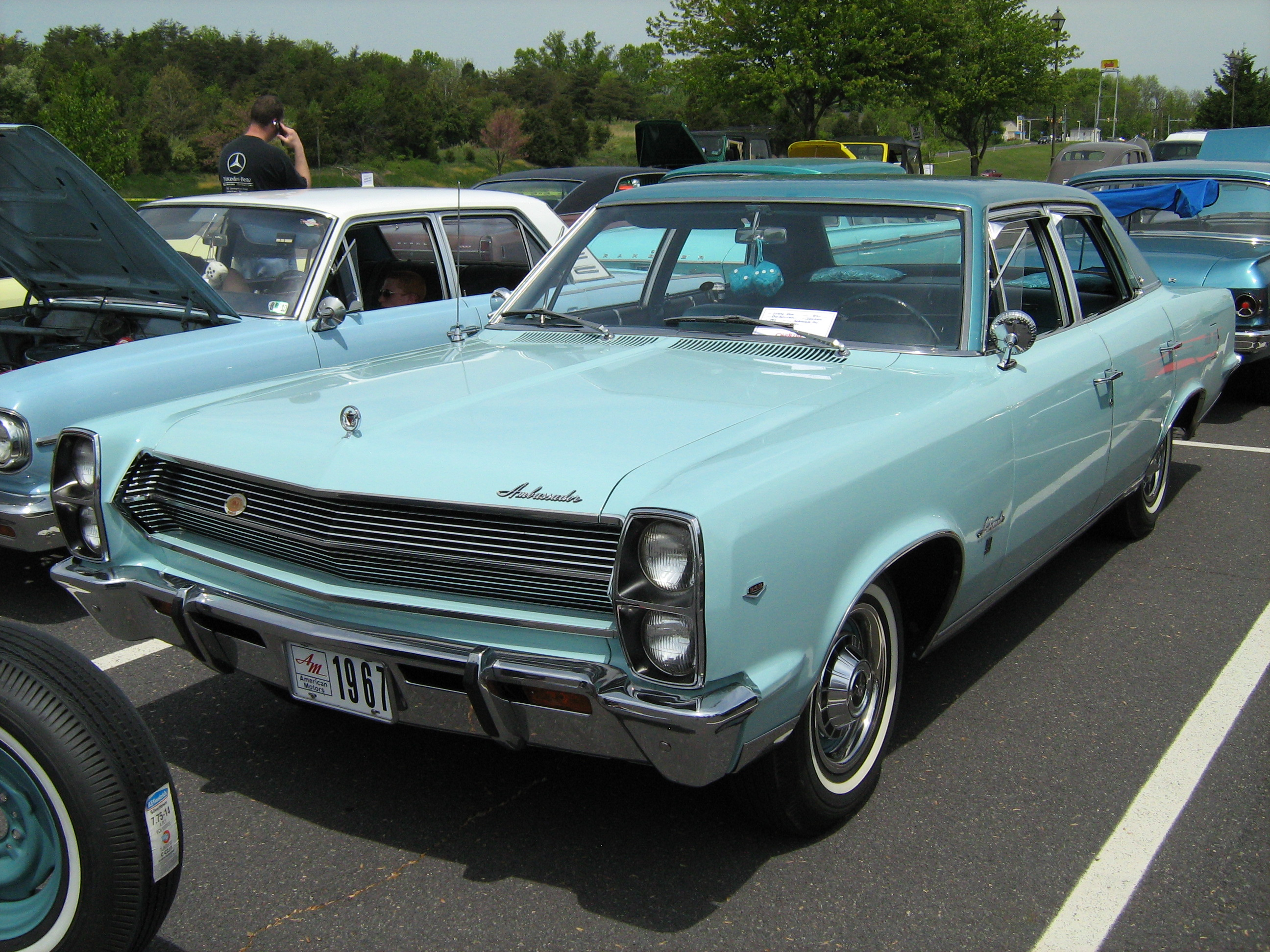
آمباسادور ۹۹۰، ۱۹۶۷

آمریکن موتورز مانند سه بزرگ، برنامه ماشین الکتریکی خود را نداشت و پس از مدتی مذاکره، در سال ۱۹۶۷ قراردادی با صنایع گلتون بسته شد تا باتری جدیدی مبتنی بر لیتیوم و یک کنترل‌کننده سرعت طراحی شده توسط ویکتور ووک توسعه دهد. یک باتری نیکل کادمیوم که در سال ۱۹۶۹ کار می‌کرد استیشن واگن رامبلر سیستم‌های قدرتی را نشان می‌داد که به گفته این دانشمند «ماشین شگفت‌انگیزی» بود. این همچنین شروع دیگر خودروهای آزمایشی American Motors از نوع «پلاگین» بود که با Gulton - خودروی مفهومی Amitroncity و بعداً مشابه Electron توسعه یافتند.
اگرچه مدل‌های جدید به خوبی مورد استقبال رسانه‌های صنعت موتور قرار گرفتند، فروش سه‌ماهه آخر AMC در ۳۰ سپتامبر ۱۹۶۶ به پایان رسید (AMC در سال مالی تقویمی نبود) ناامیدکننده بود. این شرکت برای سال قبل از اعتبارات مالیاتی و دارایی‌های مالیاتی معوق، زیان ۱۲۶۴۸۰۰۰ دلاری را در ترازنامه ثبت کرد. در این زمان، هیئت مدیره اعتماد خود را به آبرنتی به دلیل هزینه‌های هنگفت او که باعث بی‌ثباتی شرکت شده بود، از دست داده بود و هر سال تحت رهبری او، شرکت متحمل زیان‌های مالی قابل توجهی می‌شد. در نتیجه، آبرنتی در ۹ ژانویه ۱۹۶۷ مجبور به «بازنشستگی پیش از موعد» از امریکن موتورز شد. روی دی. چاپین به سرعت تغییراتی را در پیشنهادات امریکن موتورز ایجاد کرد و سعی کرد با تمرکز بر بازارهای جمعیتی جوان، سهم بازار را به دست آورد. اولین تصمیم چاپین کاهش قیمت رامبلر به ۲۰۰ دلار از فولکس واگن بیتل بود. ایده‌های بازاریابی نوآورانه شامل استاندارد کردن تهویه مطبوع در همه مدل‌های Ambassador ۱۹۶۸ (موجود به عنوان گزینه حذف) بود. این امر باعث شد که امریکن موتورز به اولین خودروساز آمریکایی تبدیل شود که تجهیزات استاندارد تهویه مطبوع را بر روی یک سری از خودروها ساخته است، حتی قبل از تولیدات لوکسی مانند لینکلن، امپریال و کادیلاک.

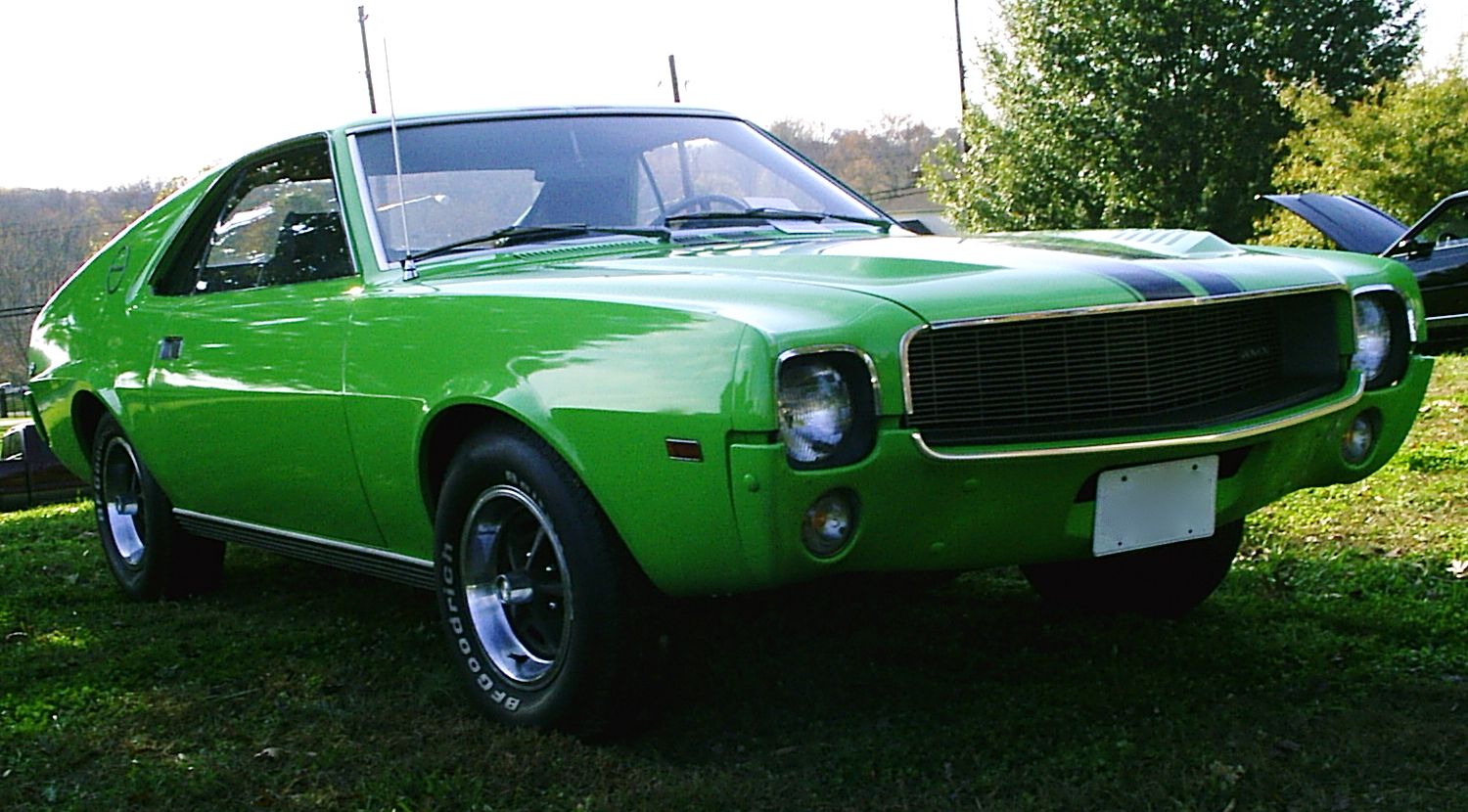
امریکن موتورز ای ام ایکس، ۱۹۶۹

این شرکت ورودی‌های هیجان‌انگیزی را برای رونق خودروهای عضلانی دهه معرفی کرد، به‌ویژه AMX. در همان زمان، Javelin به‌عنوان ورودی شرکت در بازار خودروهای اسپورت پونی که توسط Plymouth Barracuda و Ford Mustang ایجاد شده بود، خدمت کرد. وجه نقد عملیاتی اضافی در سال ۱۹۶۸ از طریق فروش کلویناتور، که زمانی یکی از واحدهای عملیاتی اصلی شرکت بود، به دست آمد. واگذاری کلویناتور باعث شد تا امریکن موتورز یک شرکت کوچک شده و صرفاً خودرو تولید کند.
مارک رامبلر برای مدل‌های داخلی بزرگ‌تر ۱۹۶۸ متوقف شد و تنها رامبلر آمریکایی کوچک به عنوان آخرین محصولی باقی ماند که تا سال ۱۹۶۹ این نام را یدک می‌کشید. مارک رامبلر همچنان فقط برای بازارهای صادراتی استفاده می‌شد و مکزیک آخرین بازاری بود که در سال ۱۹۸۳ از آن استفاده می‌کرد. از سال ۱۹۷۰، همه خودروهای آمریکایی موتورز و همه خودروهای سواری آمریکایی از آن استفاده کردند. نام امریکن موتورز و لوگوی جدید شرکت. با این حال، "American Motors" و "AMC" به جای هم در ادبیات شرکتی تا دهه ۱۹۸۰ مورد استفاده قرار گرفتند. زمانی که خودروهای سواری تمام چرخ محرک Eagle این شرکت با نام American Eagle در دهه ۱۹۸۰ به بازار عرضه شد، موضوع نام تجاری پیچیده‌تر شد.

## تحولات محصول در دهه ۱۹۷۰
جیپ و ای ام جنرال

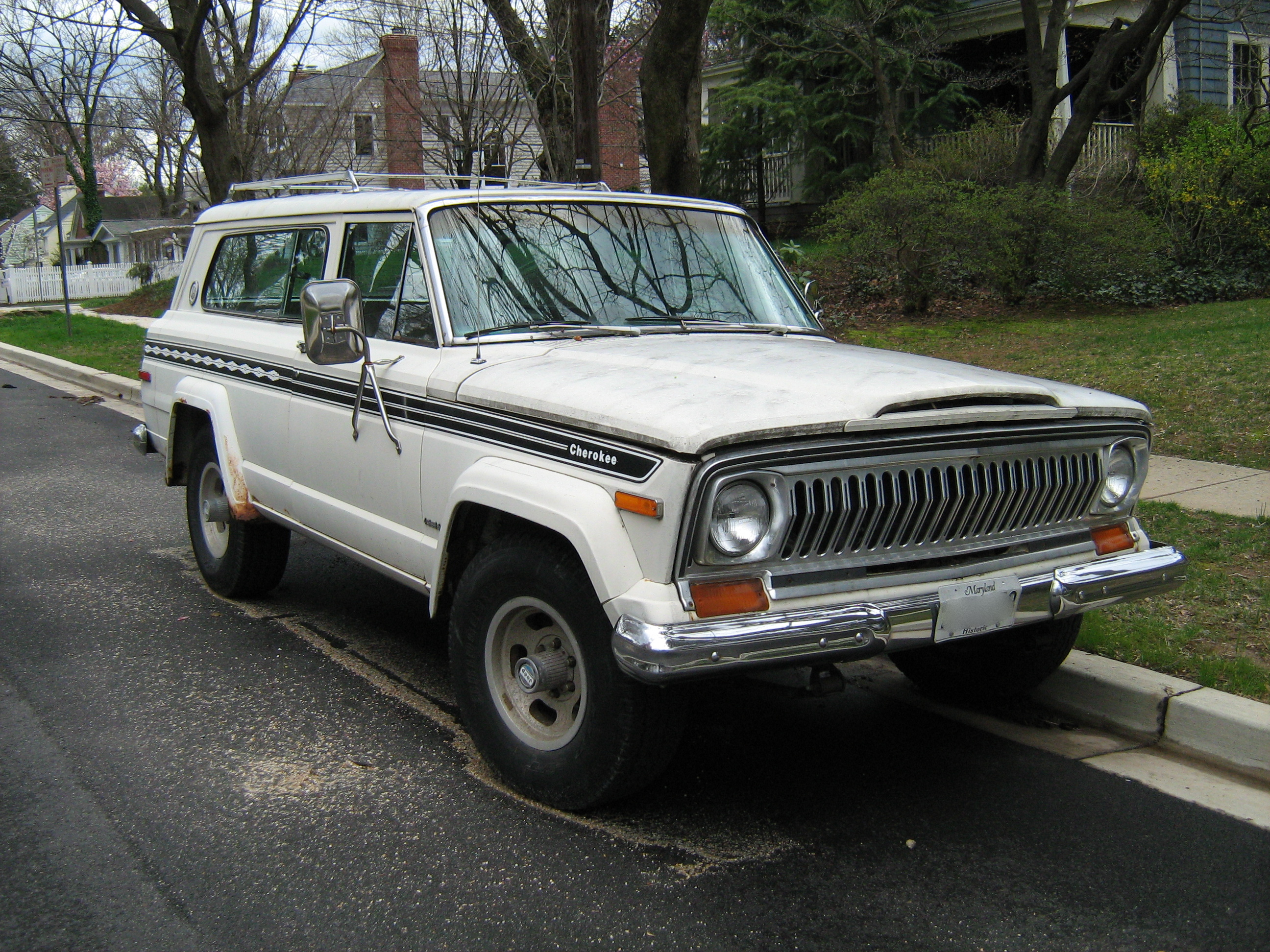
جیپ چروکی اس جی

در اواخر دهه ۱۹۶۰، شرکت صنایع کایزر تصمیم گرفت صنعت خودرو را ترک کند و به دنبال خریدار برای بخش کایزر جیپ زیان‌ده خود بود. جرالد سی. میرز، معاون تولید امریکن موتورز، سرپرست تیمی بود که برای ارزیابی کارخانه‌های جیپ کایزر فرستاده شد. اگرچه با مخالفت مدیران ارشد AMC، چاپین در فوریه ۱۹۷۰ تصمیم قابل توجهی گرفت تا کایزر جیپ را به قیمت ۷۰ میلیون دلار خریداری کند. اگرچه این یک قمار بود، چاپین معتقد بود وسایل نقلیه جیپ مکمل تجارت خودروهای سواری امریکن موتورز است. بازار جیپ همچنین بازاری بود که سه بزرگ در آن حضوری نداشتند به جز فورد برونکو و شورولت K5 بلیزر/جی‌ام‌سی جیمی که در آن زمان اخیراً معرفی شده بود، و بزرگ‌ترین رقابت خارج از سه بزرگ از پیشاهنگان بین‌المللی و واردات کم حجم لندروور، تویوتا لند کرویسر و تویوتا لند کرویسر بود. (تا دهه ۱۹۸۰ که نام داتسون به نفع نیسان حذف شد، تنها خودروی نیسان در ایالات متحده بود) جیپ در این مدت بیشترین سهم بازار را در بازار 4x4 داشت.
American Motors برند نمادین Jeep کامیون‌های سبک و شاسی‌بلند و همچنین قراردادهای دولتی Kaiser-Jeep را به دست آورد - به‌ویژه خط M151 جیپ‌های نظامی و جیپ‌های پستی سری DJ. امریکن موتورز همچنین شبکه بین‌المللی خود را گسترش داد. کسب‌وکار محصولات نظامی و ویژه به‌عنوان «بخش محصولات جنرال موتورز آمریکا» که بعداً به‌عنوان AM General سازمان‌دهی مجدد شد، بازسازی شد.
هورنت و گرملین

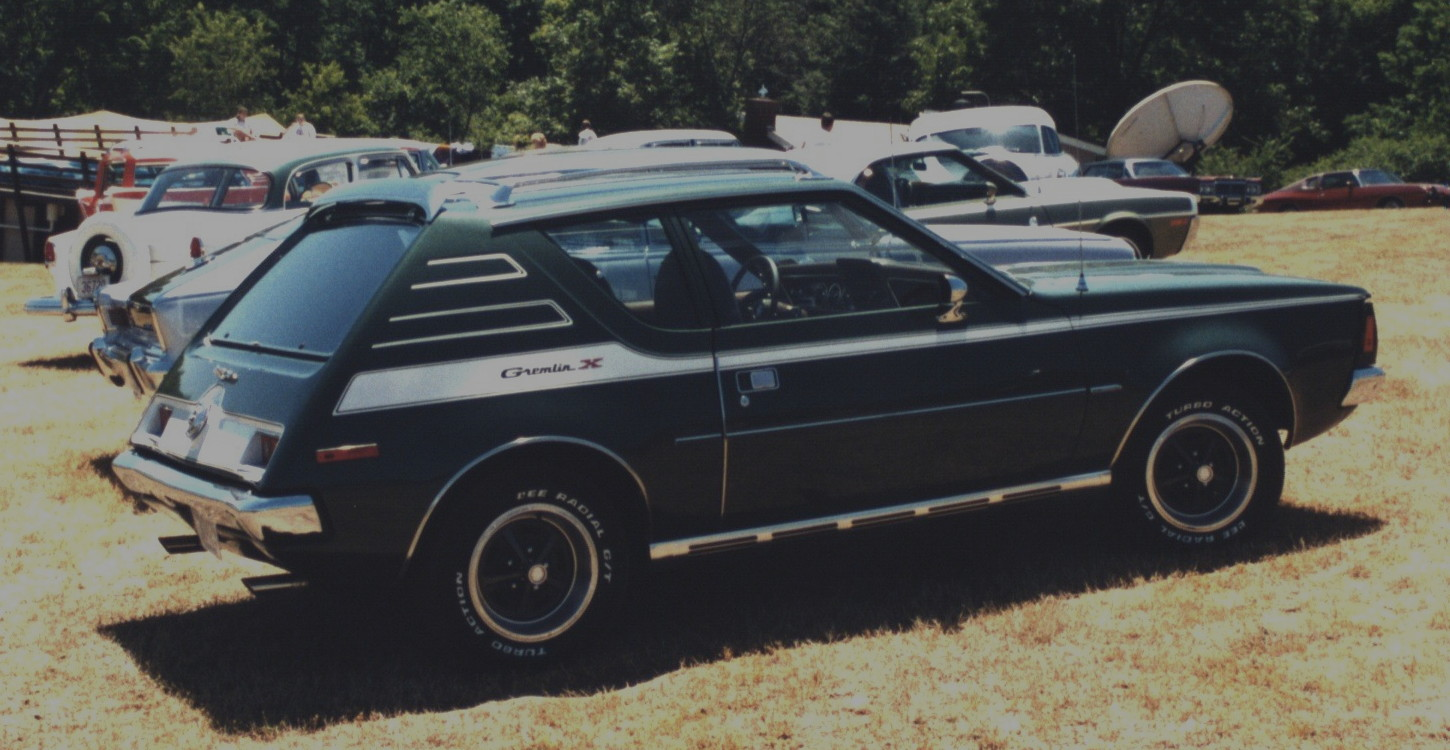
گرملین اکس ۱۹۷۲

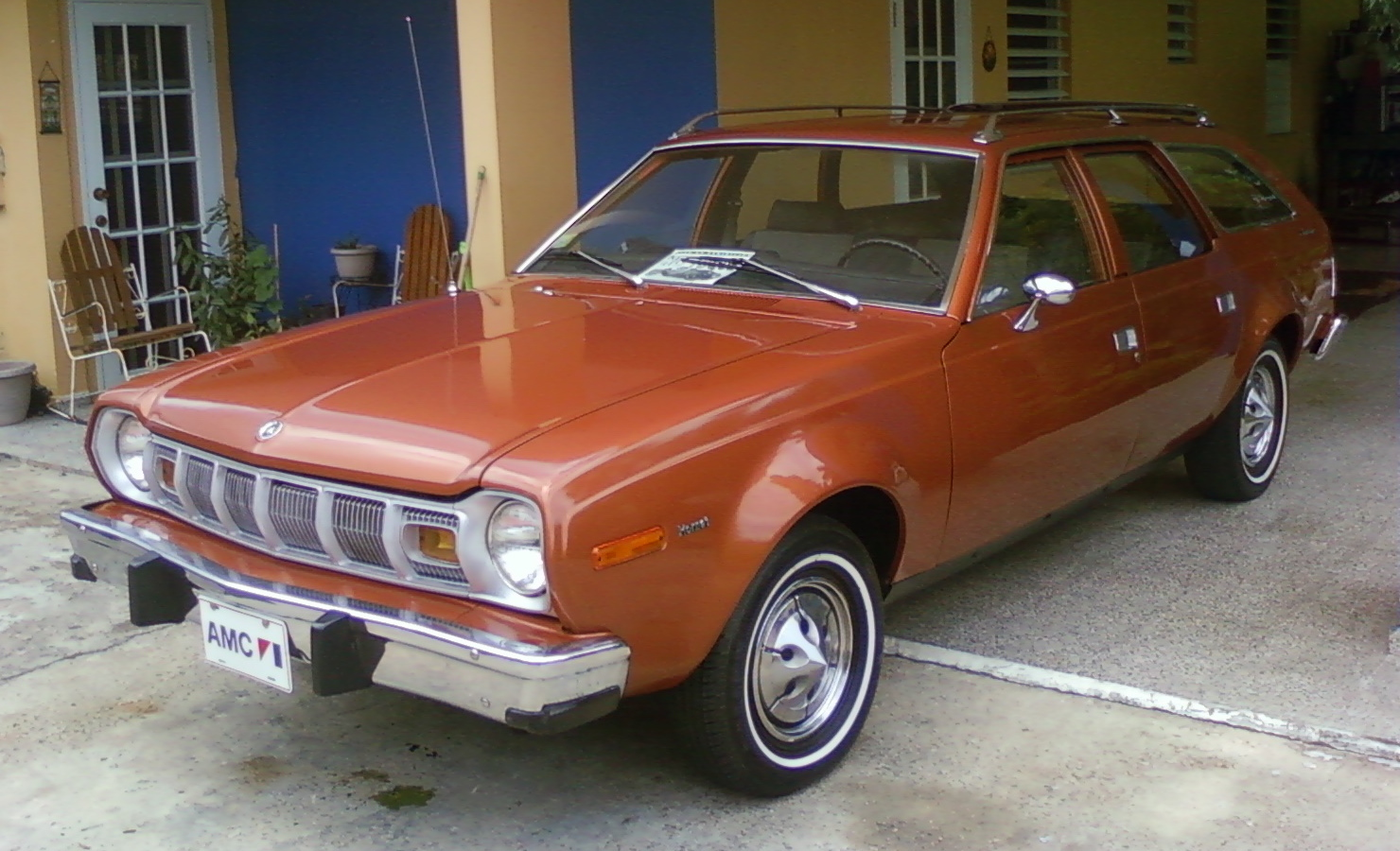
هورنت اسپرت ۱۹۷۶

در سال ۱۹۷۰، امریکن موتورز همه خودروهای سواری را تحت یک هویت برند متمایز ادغام کرد و مجموعه خودروهای کامپکت هورنت را معرفی کرد. هورنت و گرملین بعدی پلتفرم‌های مشترکی داشتند. Gremlin، اولین ساب کامپکت ساخته شده در آمریکای شمالی، از سال ۱۹۷۰ تا ۱۹۷۸ بیش از ۶۷۰۰۰۰ دستگاه فروخت. هورنت با بیش از ۸۶۰۰۰۰ دستگاه در زمان پایان تولید در سال ۱۹۷۷، به پرفروش‌ترین خودروی سواری امریکن موتورز پس از رامبلر کلاسیک تبدیل شد.
برای مدتی، هر دو هورنت و گرملین را می‌توان با فضای داخلی جین Levi's سفارش داد.
ماتادور

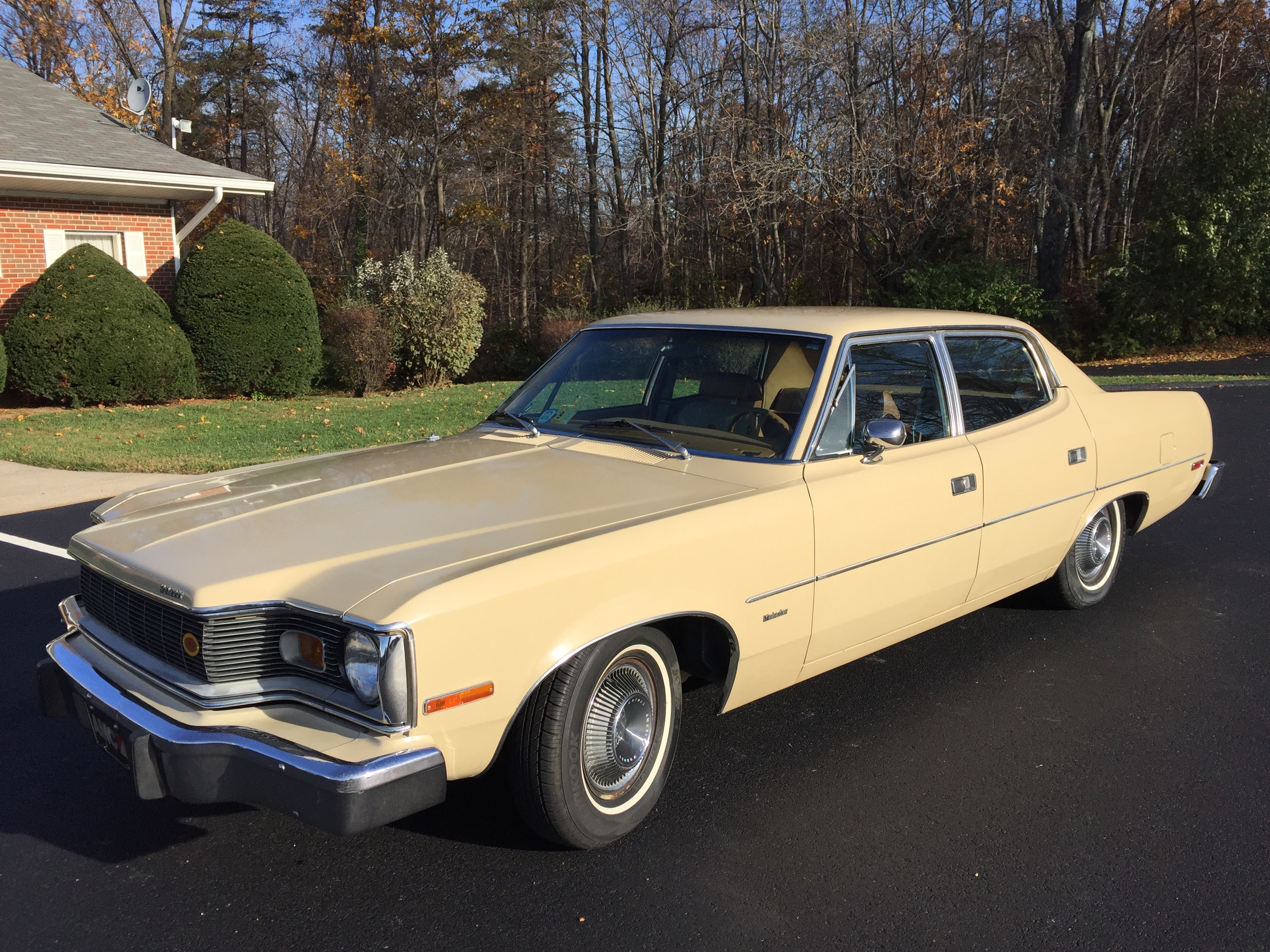
ماتادور سدان ۱۹۷۵

AMC Matador جدید فیس لیفت شده و سایز متوسط، در سال ۱۹۷۱ با استفاده از یک کمپین تبلیغاتی که می‌پرسید «ماتادور چیست؟» جایگزین Rebel شد. در سال ۱۹۷۲، امریکن موتورز برنده مناقصه کشتی‌های دپارتمان پلیس لس‌آنجلس شد و ماتادورها از سال ۱۹۷۲ تا ۱۹۷۵ توسط این بخش استفاده شد و جایگزین ماهواره پلی‌موث شد. امریکن موتورز به مالک Mark VII Limited، جک وب، دو ماتادور، یک سدان و یک واگن را برای استفاده در مجموعه تلویزیونی محبوب خود Adam-12 عرضه کرد و نمایه عمومی خودروها را افزایش داد. ماتادورها استفاده از ناوگان را به عنوان تاکسی، دولت، پلیس و وسایل نقلیه آتش‌نشانی در برخی ایالت‌ها دیدند.
در سال ۱۹۷۳، امریکن موتورز قرارداد مجوزی با کرتیس رایت برای ساخت موتورهای وانکل برای خودروها و جیپ‌ها امضا کرد.
از سال ۱۹۷۴، سدان ماتادور و استیشن واگن به‌طور ملایمی تازه‌سازی شدند، با قسمت‌های جلو و عقب جدید باکس‌تر، که آن را به اندازه کامل تبدیل کرد. این مدل نسل دوم تا سال ۱۹۷۸ تقریباً بدون تغییر تولید شد.
کاهش فروش و تنگنای مالی منجر به توقف خط تولید ماتادور پس از مدل ۱۹۷۸ شد که امریکن موتورز تقریباً به‌طور انحصاری بر روی خودروهای مبتنی بر پلتفرم هورنت و خط جیپ تمرکز کرد.
آمباسادور

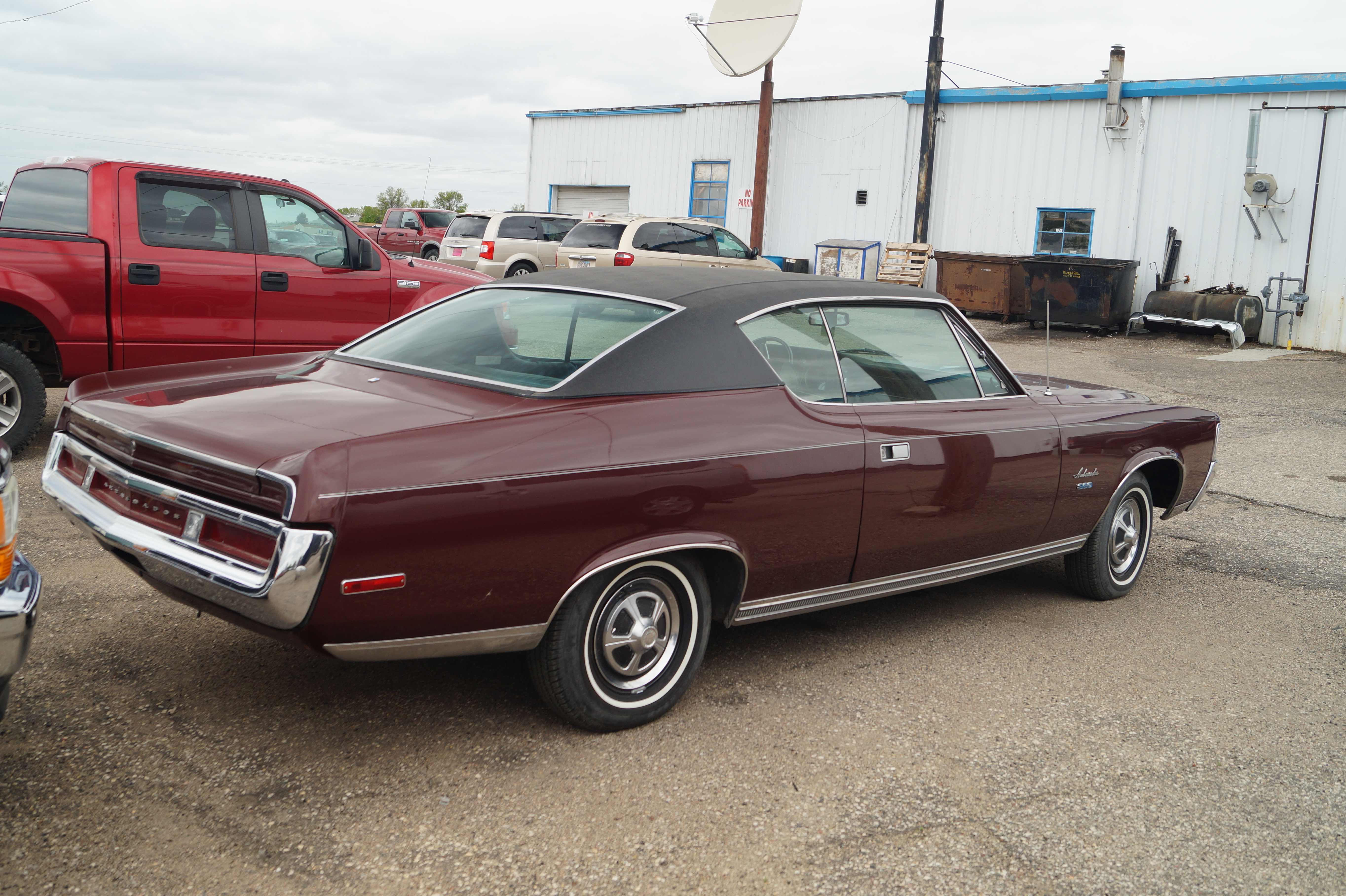
آمباسادور، ۱۹۷۱

از سال ۱۹۷۰، Rebel و Ambassador از پشت ستون A یکسان بودند. Ambassador به عنوان مدل لوکس AMC با تریم بالاتر، تجهیزات بیشتر و تهویه مطبوع به عنوان استاندارد ادامه داد. از ستون A به بعد، سفیر بازطراحی شد و ۷ اینچ (۱۷۸ میلی‌متر) کشیده شد تا تبدیل به بزرگ‌ترین شود، درست زمانی که تحریم نفتی عربی در سال ۱۹۷۳ باعث سهمیه‌بندی بنزین در سراسر کشور شد. طول اضافی به دلیل طراحی جدید جلو و سپرهای جاذب انرژی قابل توجه تر مورد نیاز همه خودروهای فروخته شده در ایالات متحده بود، فروش همه خودروهای بزرگ به دلیل مشکلات اقتصادی و افزایش قیمت بنزین کاهش یافت. Ambassador در سال ۱۹۷۴ تبدیل به یک خودروی سایز کامل شد و پس از مدل سال ۱۹۷۴ تولید آن متوقف شد و تنها ماتادور به عنوان نسخه کامل آمریکایی موتورز باقی ماند. نش و امریکن موتورز Ambassadors را از سال ۱۹۲۷ تا ۱۹۷۴ ساختند که طولانی‌ترین استفاده از نام مدل مشابه برای هر محصول آمریکایی موتورز و در آن زمان طولانی‌ترین پلاک نام مستمر در صنعت بود.
ماتادور کوپه

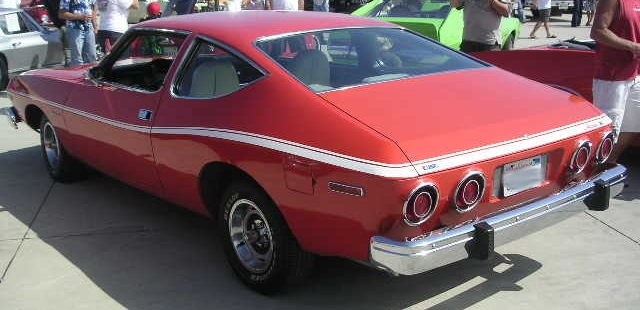
ماتادور کوپه اکس ۱۹۷۴

در سال ۱۹۷۴، نسل اول سقف سخت دو در ماتادور، که به دلیل آیرودینامیک ضعیفش در رقابت نسکار، به عنوان "آجر پرنده" شناخته می‌شود، با یک کوپه دو در براق، صاف و سبک جایگزین شد. این مدل برای طراحی خود مورد تحسین قرار گرفت، از جمله "بهترین خودروی مدل سال ۱۹۷۴" توسط مجله Car and Driver، رضایت مشتری، و تقریباً ۱۰۰۰۰۰ دستگاه کوپه در طول پنج سال فروخت. ماتادور کوپه جز سیستم تعلیق، قطار محرکه، برخی از تزئینات و قطعات داخلی، اجزای کمی با سدان و استیشن ماتادور داشت.
اتوبوس‌های متروپولیتن

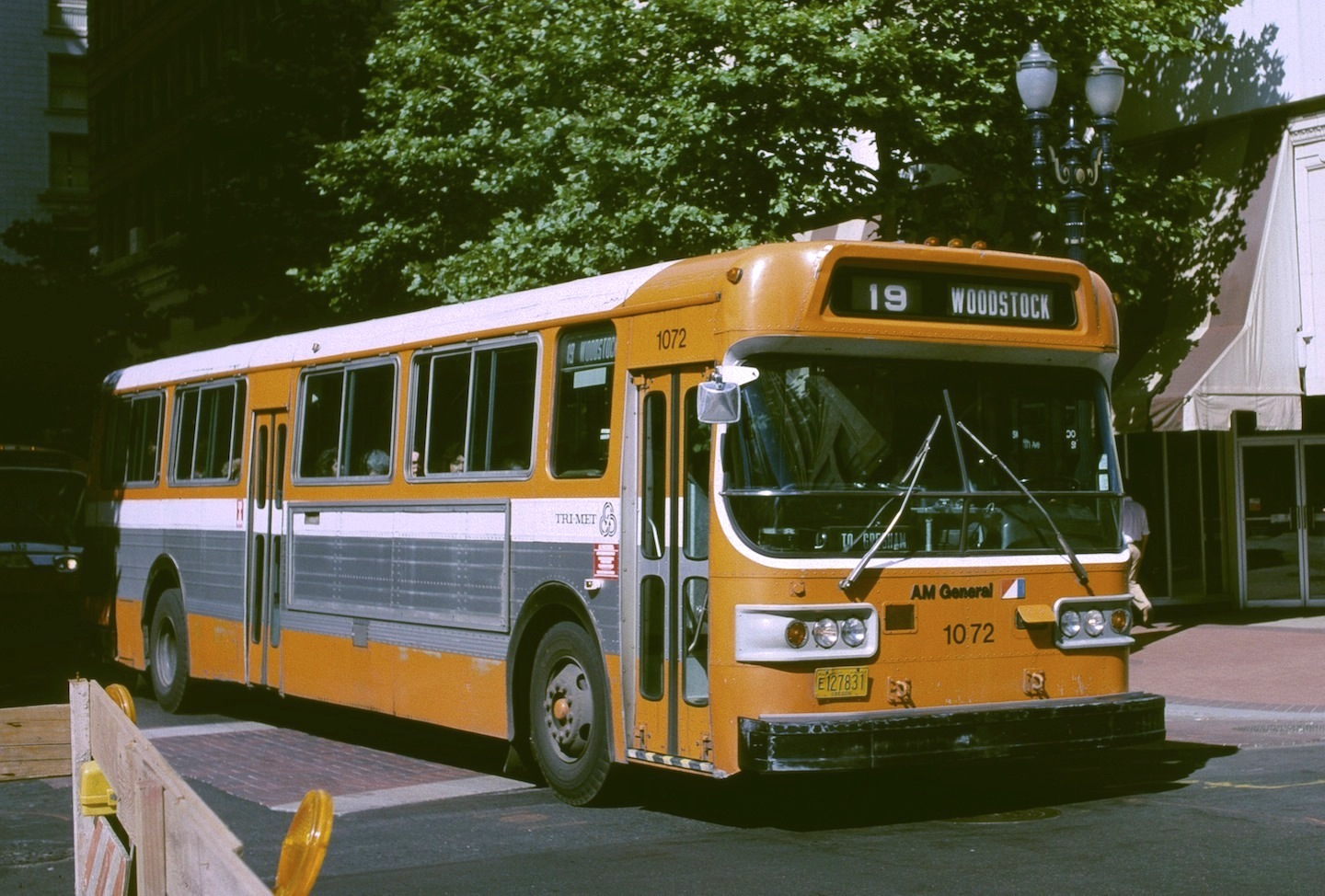
اتوبوس ای ام جنرال

در سال ۱۹۷۴، زیرمجموعه آمریکن موتورز AM General شروع به ساخت اتوبوس‌های حمل و نقل شهری با همکاری Flyer Industries در وینیپگ، منیتوبا کرد. در مجموع ۵۴۳۱ اتوبوس متروپولیتن، از جمله ۲۱۹ اتوبوس برقی، قبل از توقف تولید در سال ۱۹۷۹ ساخته شد. تولید اتوبوس‌های دیزلی در سال ۱۹۷۸ متوقف شد و تنها تولید اتوبوس‌های ترولی در سال ۱۹۷۹ انجام شد.
پیسر

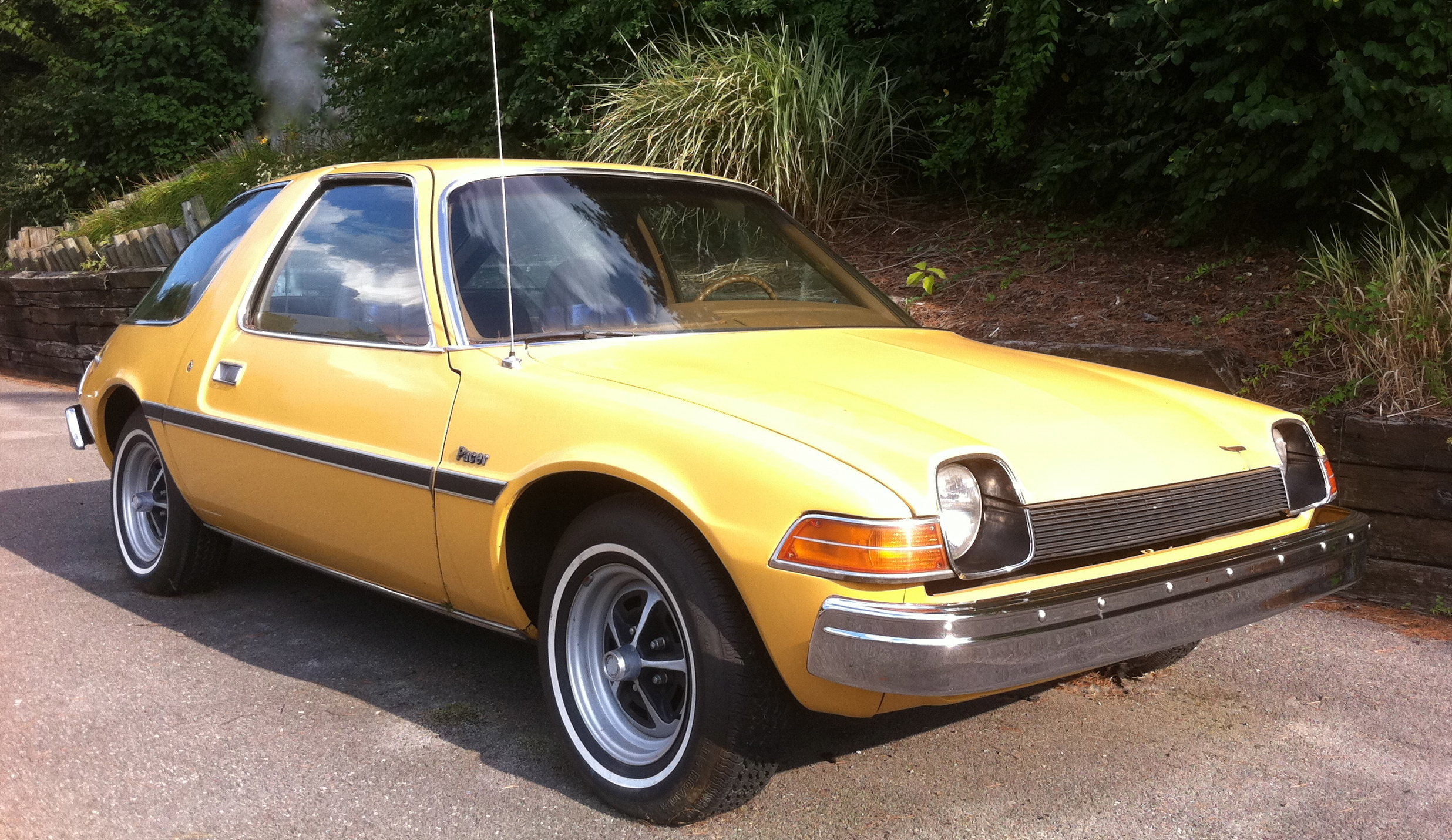
ای ام سی پیسر، ۱۹۷۵

AMC Pacer، یک مدل نوآورانه کاملاً جدید که در مارس ۱۹۷۵ معرفی شد و به عنوان «اولین خودروی کوچک عریض» به بازار عرضه شد، یک ساب کامپکت طراحی شده بود تا راحتی یک خودروی سایز کامل را فراهم کند. توسعه پیش‌تولید آن با تشدید مقررات فدرال آلایندگی مسافران و ایمنی خودرو در ایالات متحده همزمان بود. پیسر در دو سال اول خود با فروش ۲۶۲۷۷۲ دستگاهی در ایالات متحده فروش خوبی داشت.
با تحریم نفت عربی در سال ۱۹۷۳، جنرال موتورز موتور چرخشی وانکل را که پیسر در اطراف آن طراحی شده بود، متوقف کرد، زیرا مصرف سوخت آن از موتورهای معمولی با قدرت مشابه بیشتر بود؛ بنابراین، موتورهای ۲۵۸ و ۲۳۲ متر مکعبی (۴٫۲ و ۳٫۸ لیتری) AMC Straight-6 موجود American Motors به جای آن در Pacer استفاده شد. مصرف سوخت بهتر از موتور دوار مورد انتظار بود، اما مسافت پیموده شده بنزین I6 با توجه به تمرکز جدید بر بهره‌وری انرژی نسبتاً کم بود. همچنین، از آنجایی که پیسر قطعات کمی غیر از پیشرانه را با سایر خودروهای آمریکایی موتورز به اشتراک می‌گذاشت، ساخت آن گران بود و با کاهش شدید فروش پس از دو سال اول، هزینه آن افزایش یافت. خط Pacer در اواسط سال ۱۹۸۰ متوقف شد.
هزینه‌های توسعه و تولید پیسر و ماتادور کوپه سرمایه‌ای را کاهش داد که در غیر این صورت ممکن بود برای به‌روزرسانی خطوط محبوب‌تر هورنت و گرملین سرمایه‌گذاری شود، به طوری که در اواخر دهه ۱۹۷۰، این شرکت با بحران فزاینده انرژی با محصولات قدیمی که در بازارهای پر رقابت غیررقابتی بودند، مواجه شد. با این حال، «خودروهای کارکرده AMC، در سال ۱۹۶۷، از مزیت پوشش گارانتی خوب برخوردار بودند … بنابراین بیشتر مالکان از تعمیر و نگهداری کم هزینه خودرو آگاه بودند … واحدهای AMC به یکی از بهترین خریدها در بازار خودروهای دست دوم تبدیل شدند» تا سال ۱۹۷۵.
Gremlin 1977 دارای چراغ‌های جلو، جلوپنجره، دریچه عقب و فاسیا بود. برای صرفه جویی در بحران سوخت، امریکن موتورز این خودرو را با موتور ۴ سیلندر آئودی با طراحی فولکس واگن کم مصرف ۲٫۰ لیتر (۱۲۲ مکعب اینچ) عرضه کرد. ساخت این موتور برای امریکن موتورز گران بود و گرملین ۲۳۲ متر مکعب اینچ (۳٫۸ لیتر) کم‌هزینه‌تر اما کم‌هزینه‌تر را به عنوان تجهیزات استاندارد حفظ کرد.
پلاک AMX در سال ۱۹۷۷ احیا شد. این یک بسته ظاهری اسپورت در هاچ بک هورنت بود که دارای ارتقاءها بود، و همچنین مدل شش خطی ۲۵۸ مکعبی (۴٫۲ لیتر) به صورت استاندارد با انتخاب گیربکس‌های سه سرعته اتوماتیک یا چهار سرعته دستی. موتور ۸ سرعته دستی ۳۰۴. گیربکس اتوماتیک
از آنجایی که همه ماتادورها اکنون تجهیزات استانداردی را دریافت کردند که قبلاً اختیاری بود (به عنوان مثال، فرمان برقی، گیربکس اتوماتیک)، بسته "Brougham" از سال ۱۹۷۷ کنار گذاشته شد. اختیاری در کوپه ماتادور سقف وینیل لندو با پنجره‌های اپرا بود، و بارسلونای خط برتر رنگ دو رنگ جدیدی را ارائه می‌کرد.
کنکورد

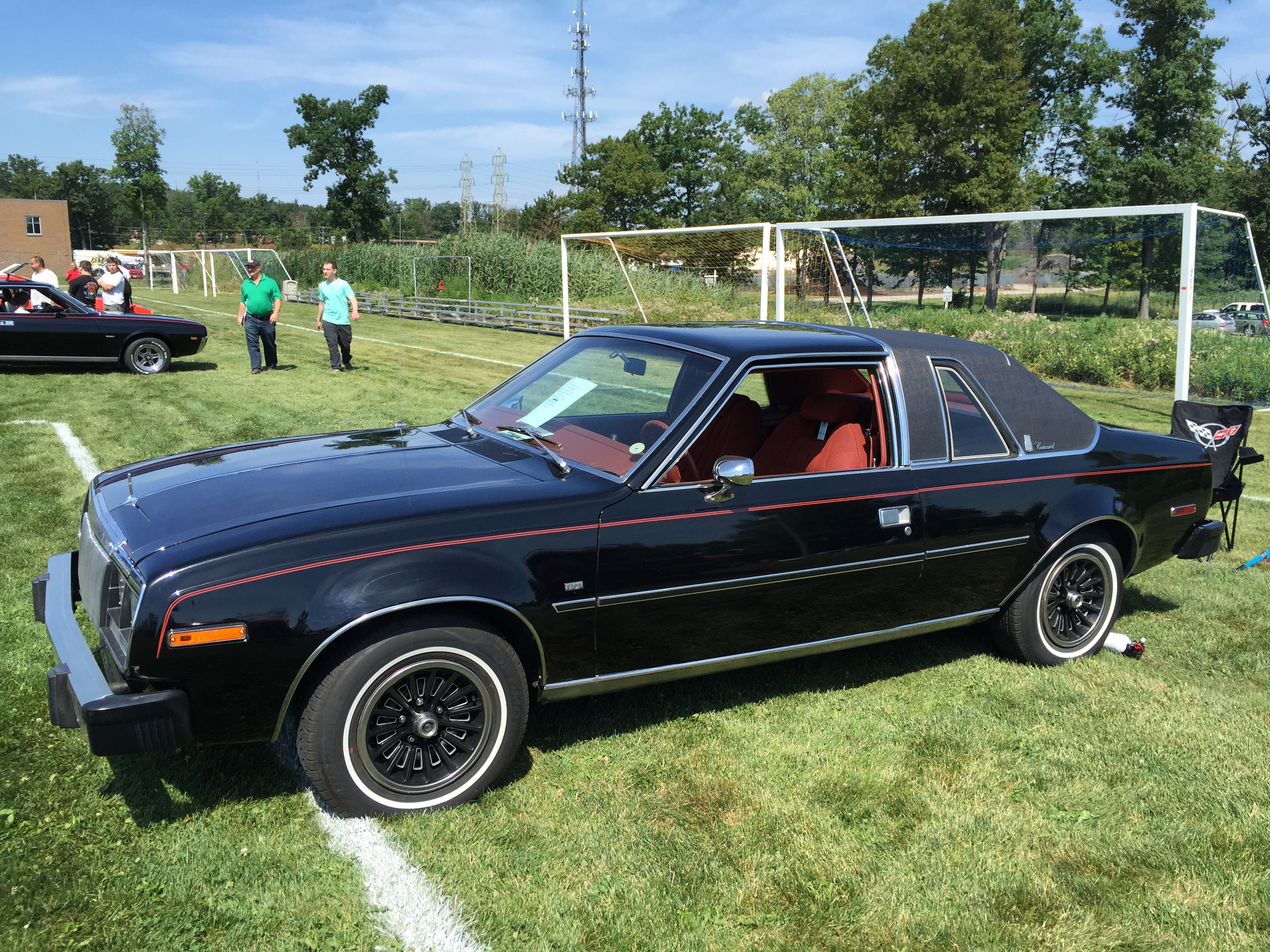
کنکورد دو درب سدان، ۱۹۷۹

برای مدل سال ۱۹۷۸، پلتفرم هورنت با اقتباسی از طرح جلویی جدید Gremlin دوباره طراحی شد و به AMC Concord تغییر نام داد. آمریکن موتورز آن را در بخش نوظهور بازار «کامپکت ممتاز» هدف قرار داده است و توجه ویژه ای به سواری و هندلینگ، تجهیزات استاندارد، تزئینات و تجملات داخلی دارد.
Gremlins پانل ابزار Concord، یک بسته ظاهری اسپرت GT الهام گرفته از Hornet AMX، و یک خط‌کشی جدید برای مدل‌های X را قرض گرفت.
کاپوت AMC Pacer برای پاک کردن موتور V8 اصلاح شد و یک پکیج Sports جایگزین بسته X سابق شد. با کاهش فروش کوپه‌ها، سدان‌ها و واگن‌های ماتادور، موتور ۳۰۴ متر مکعبی (۵٫۰ لیتری) V8 آن‌ها کاهش یافت و تنها ۲۵۸ متر مکعب در (۴٫۲ لیتر) Inline-6 (استاندارد در کوپه‌ها و سدان‌ها) و 360 cu in (5.0 L) در سدان استاندارد V باقی ماند. پکیج لوکس دو رنگ بارسلونا روی سدان‌های ماتادور عرضه شد و رنگ قرمز دو رنگ به عنوان گزینه اضافی بارسلونا معرفی شد. تولید ماتادور در پایان مدل سال با فروش کل ۱۰۵۷۶ دستگاه متوقف شد. ماتادور دیگر جذاب نبود زیرا خودروسازان برای غلبه بر مشکلات اقتصادی از جمله افزایش مداوم قیمت سوخت و تورم دو رقمی ایالات متحده تلاش می‌کردند.
اسپیریت

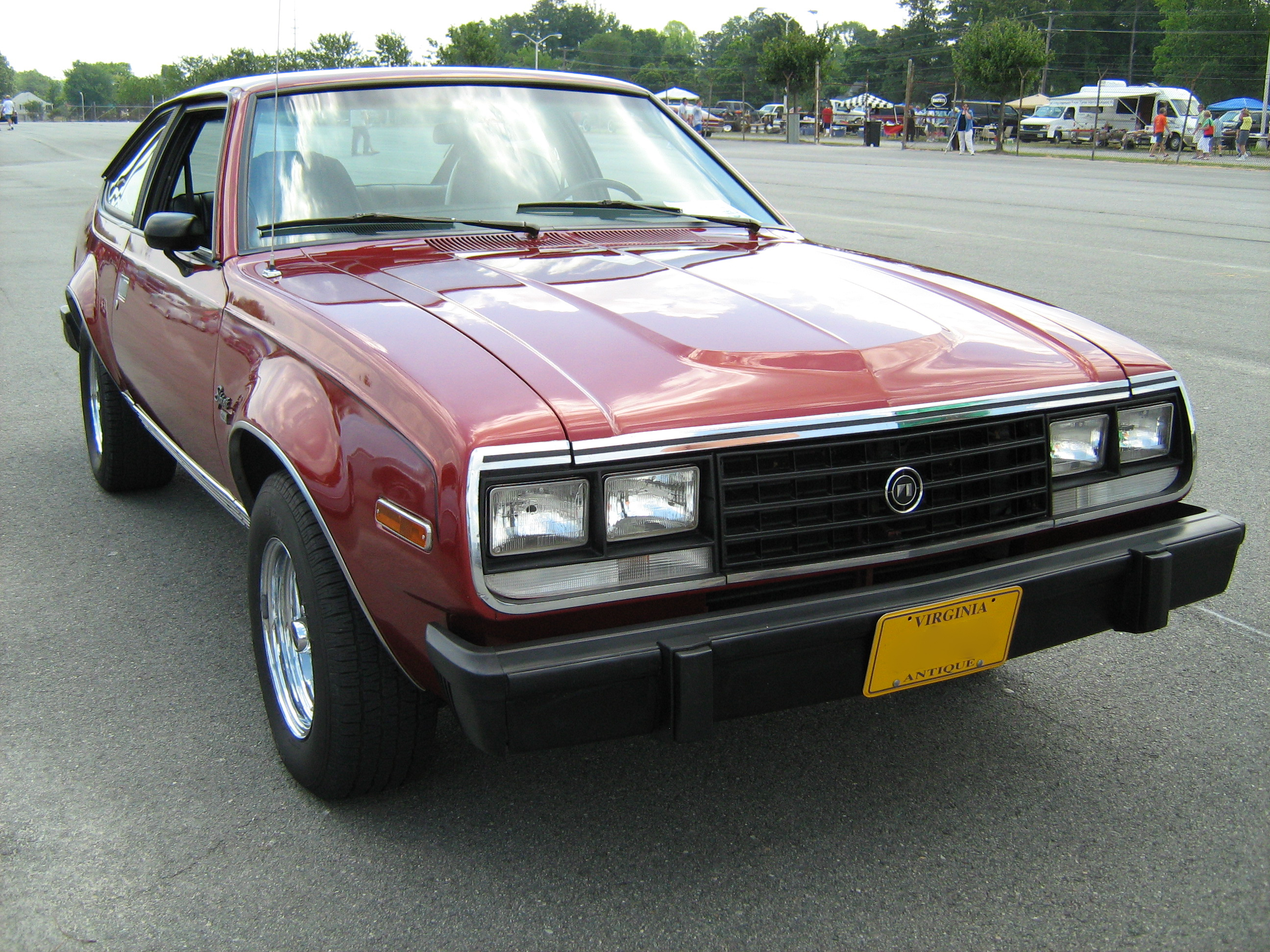
اسپیریت جی تی، ۱۹۷۹

برای مدل سال ۱۹۷۹، سدان اسپیریت جایگزین گرملین شد. نسخه فست بک جدید خودرو، Spirit Liftback، موفقیت‌آمیز بود.
در دسامبر، تولید پیسر پس از تولید مدل‌های کوچک ۱۹۸۰ برای مصرف قطعات، متوقف شد.
Concords یک رفتار جلویی جدید دریافت کرد و در آخرین فصل آنها، هاچ بک‌ها در تریم DL در دسترس قرار گرفتند. در ۱ می ۱۹۷۹، امریکن موتورز بیست و پنجمین سالگرد ادغام Nash-Hudson را با نسخه‌های "Silver Anniversary" از AMC Concord و Jeep CJ در رنگ نقره‌ای دو رنگ جشن گرفت (جیب‌ها در آن زمان حدود ۵۰ درصد از فروش شرکت را به خود اختصاص دادند و بیشتر نسخه‌های کوچک Les, S، را معرفی کردند). کم مصرف رنو ۵، در نمایشگاه‌های نمایندگی.
مدل‌های کنکورد و اسپیریت پس از سال ۱۹۸۳ کنار گذاشته شدند.

## تحولات مالی، مشارکت رنو
اواخر دهه ۱۹۷۰

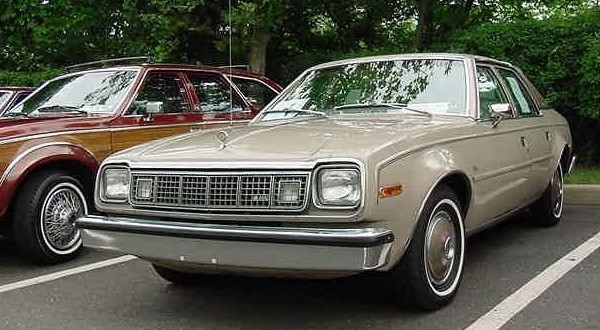
ای ام سی کنکورد، ۱۹۷۸

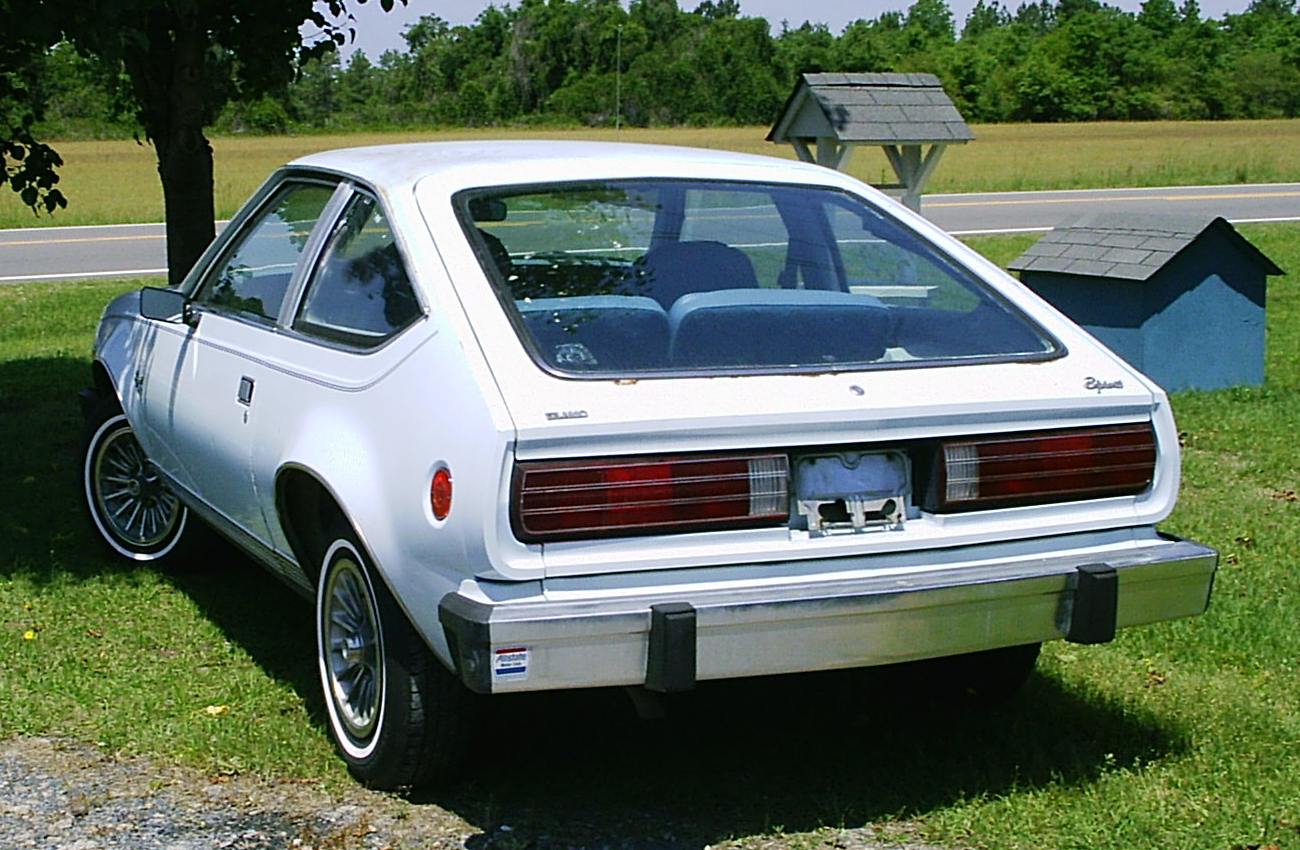
ای ام سی اسپیریت لیفت بک، ۱۹۷۹

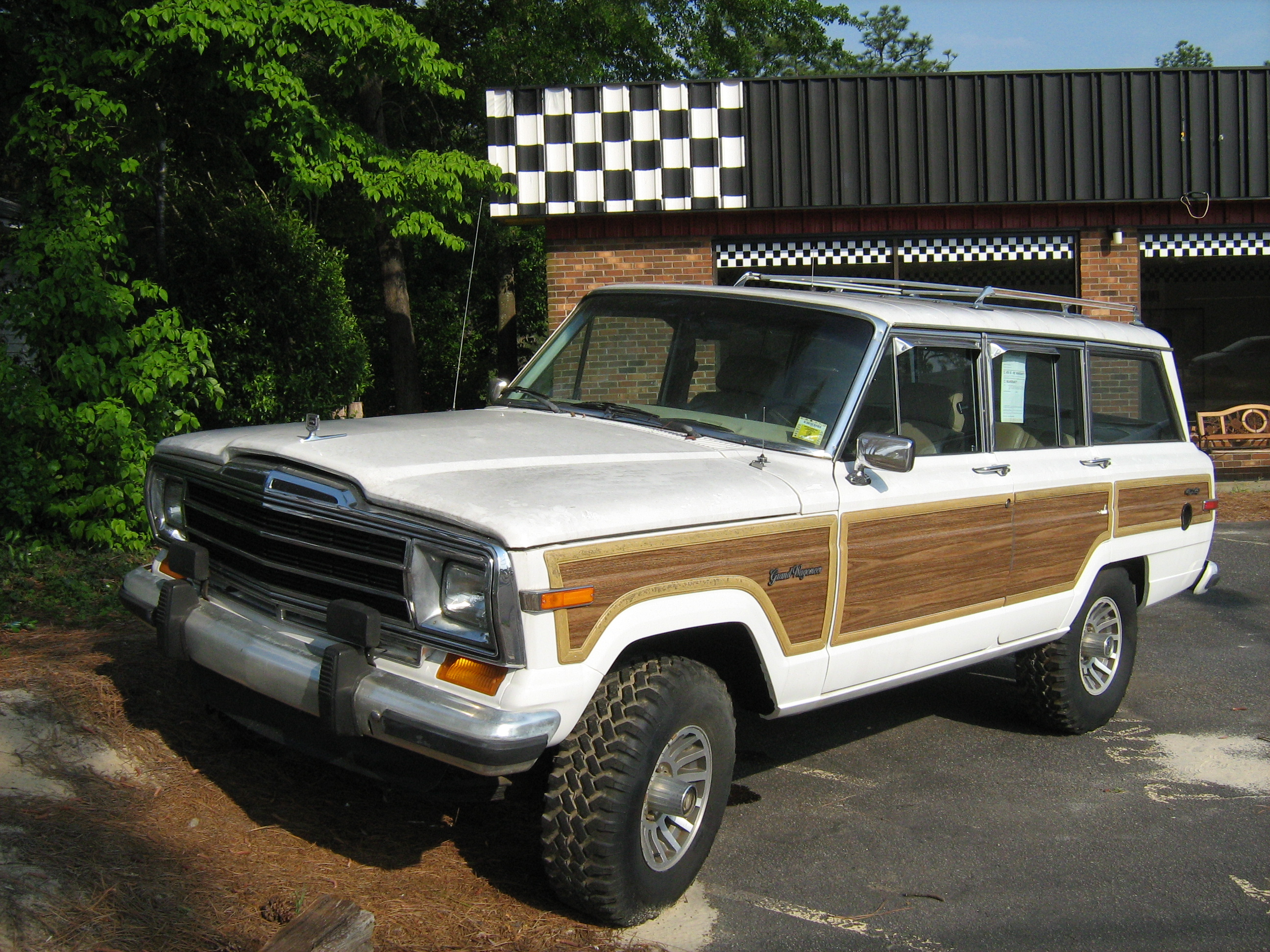
جیپ گرند واگنییر

در فوریه ۱۹۷۷، مجله تایم گزارش داد که اگرچه امریکن موتورز در دو سال مالی قبل ۷۳.۸ میلیون دلار ضرر کرده بود، بانک‌های ایالات متحده با تمدید یک سال اعتبار ۷۲.۵ میلیون دلاری که در ژانویه منقضی شده بود موافقت کردند، سهامداران از سال ۱۹۷۴ هیچ سود سهامی دریافت نکرده‌اند و این انتظار را نداشتند.  با این حال، تایم به رکورد فروش جیپ و تعداد سفارشات معوقه برای اتوبوس های AM General اشاره کرد.
در جولای 1977، اعلام شد که اداره خدمات عمومی دولت فدرال ایالات متحده، قراردادی سه ساله به ارزش 15 میلیون دلار برای اجاره 5838 خودرو به AMC اعطا کرده است.  از آغاز سال مالی در 1 اکتبر 1976، GSA 8700 خودرو از AMC به قیمت 30 میلیون دلار خریداری کرده بود.
در 21 اکتبر 1977، روی چاپین جونیور بازنشسته شد و جرالد سی مایرز رئیس هیئت مدیره و مدیرعامل شد.
در 31 مارس 1978، امریکن موتورز و رنو توافقنامه‌ای را برای تولید و توزیع مشترک خودروها و کامیون‌ها اعلام کردند که به نفع هر دو باشد.  یک ماه بعد، امریکن موتورز اعلام کرد که پس از فروخته شدن حدود 4300 اتوبوس توسط شعبه AM General در مدت سه سال، تولید اتوبوس‌های استاندارد حمل و نقل شهری را متوقف می‌کند.  در ماه مه 1978، آژانس حفاظت از محیط زیست ایالات متحده دستور فراخوانی همه خودروهای 1976 آمریکن موتورز را صادر کرد (به استثنای خودروهایی که با مقررات آلایندگی کالیفرنیا مطابقت دارند) - حدود 270000 وسیله نقلیه - به علاوه 40000 دستگاه جیپ مدل 1975 و 1976 برای کنترل سیستم تصحیح خطای کامیون ها، سیستم minipolult.  هزینه کل تا 3 میلیون دلار یا بیشتر از درآمد سه ماهه قبلی AMC برآورد شد.
امریکن موتورز برای سال مالی منتهی به 30 سپتامبر 1978 حدود 65 میلیون دلار از خودروهای معمولی (غیر جیپ) خود ضرر کرد، اما فروش قوی جیپ به این شرکت کمک کرد تا در مجموع 36.7 میلیون دلار از فروش 2.6 میلیارد دلار سود کسب کند.  با این حال، امریکن موتورز با کار مهندسی پرهزینه‌ای مواجه شد تا جیپ‌های خود را تا سال 1981 مطابق با دستورالعمل فدرال برای همه خودروهای چهارچرخ محرک به 15 مایل بر گالن در آمریکا (16 لیتر در 100 کیلومتر؛ 18 مایل بر گالن) برسانند.
در دسامبر 1978، دولت ایران که درگیر انقلاب ایران بود، صادرات نفت به جهان را قطع کرد.  این امر تأثیر مخربی بر تمام خودروسازان آمریکایی و مصرف کنندگان آمریکایی داشت.  قیمت بنزین بین سپتامبر و دسامبر 1979 52 درصد افزایش یافت. هر یک از سه شرکت بزرگ (فورد، جنرال موتورز، کرایسلر) در طول سال 1979 ضرر کردند که منجر به ورشکستگی کرایسلر شد و در سپتامبر به ورشکستگی فکر کرد.  فورد تنها به دلیل فعالیت های اروپایی خود زنده ماند و در نهایت از سال 1979 تا 1982 7 میلیارد دلار از فروش داخلی خود را از دست داد.
در طول بحران، و با سهم بازار داخلی خود در 1.83 درصد، امریکن موتورز در اکتبر 1979 با رنو، خودروساز ملی فرانسوی، قراردادی منعقد کرد. AMC 150 میلیون دلار تزریق نقدی، 50 میلیون دلار اعتبار، و همچنین حق شروع ساخت رنو 5 در آمریکا را دریافت کرد  شبکه نمایندگی موتورز-جیپ قبلاً در سال 1979 ساخته شده بود).  در مقابل، رنو 22.5 درصد از سهام آمریکن موتورز را به دست آورد.  این اولین باری نبود که این دو شرکت با هم کار می کردند.  رنو که در اوایل دهه 1960 فاقد خط تولید مدل های معتبر بود، کیت های CKD را مونتاژ کرد و خودروهای رامبلر را در فرانسه به بازار عرضه کرد.
در سال 1979، امریکن موتورز رکورد 83.9 میلیون دلار سود را از فروش 3.1 میلیارد دلار (13،430،490،601 دلار آمریکا در سال 2024) برای سال مالی منتهی به سپتامبر اعلام کرد - این با وجود رکود اقتصادی، افزایش قیمت‌های انرژی، افزایش بیکاری کارخانه‌های آمریکایی، روند کاهشی بیکاری در آمریکا، کاهش بیکاری در کارخانه‌های آمریکایی، کاهش یافت.
دهه ۱۹۸۰
کاهش فروش جیپ ناشی از کاهش اقتصاد و افزایش قیمت انرژی باعث محدود شدن جریان نقدی امریکن موتورز شد.  در همان زمان، فشار بر خطوط تولید غیر جیپ این شرکت افزایش یافت.  اصلاح چهره و برندسازی مجدد خودروهای نوآورانه و موفق آمریکن موتورز در فضای رقابتی که به طور چشمگیری تغییر کرده بود کافی نبود.  تهدید دیگر محدود به سه خودروساز بزرگ (جنرال موتورز، فورد و کرایسلر) نبود.  در پاسخ به بحران نفتی 1979، سه بزرگ به واردات وسایل نقلیه موتوری خارجی، عمدتاً مدل‌های ژاپنی متوسل شدند.  مدل های ژاپنی به بازار انبوه عرضه می شدند و هزینه ساخت کمتری داشتند.  در پایان سال 1980، تولیدکنندگان ژاپنی از مجموع تولید دیترویت پیشی گرفتند و اولین در جهان شدند.  در واقع، سهم خودروهای ژاپنی در خرید خودروهای ایالات متحده از 9 درصد در سال 1976 به 21 درصد در سال 1980 افزایش یافت. تولیدکنندگان ژاپنی (هوندا، تویوتا، و نیسان) از روش‌های تولید ساده‌ای مانند برون‌سپاری و مدیریت زنجیره تأمین «Just In Time» (JIT) استفاده کردند.  آنها کارخانه های مونتاژ جدید و بسیار کارآمد در ایالات متحده داشتند.  و حالا قلب خط تولید مسافری امریکن موتورز را هدف قرار دادند: خودروهای کوچک.
در حالی که آمریکایی‌ها به تعداد فزاینده‌ای به واردات جدید روی آوردند، امریکن موتورز به مبارزه خود در تأسیسات ناکارآمد و قدیمی کنوشا، ویسکانسین، قدیمی‌ترین کارخانه خودروسازی مستمر در جهان، که هنوز قطعات و بدنه‌های ناتمام باید در سراسر شهر حمل می‌شد، ادامه داد.
در اوایل سال 1980، بانک ها از اعتبار بیشتر امریکن موتورز خودداری کردند.  این شرکت با کمبود سرمایه و منابع برای محصولات جدید و واقعاً مدرنی که نیاز به ارائه داشت، به رنو وام 90 میلیون دلاری (343,461,228 دلار آمریکا در سال 2024) روی آورد.  تا سپتامبر همان سال، سهم آمریکن موتورز از بازار ایالات متحده به 1.7 درصد کاهش یافت و در نوامبر فروش 19.1 درصد کاهش یافت.  آمریکن موتورز به سهامداران هشدار داد که در صورت عدم تایید طرح رنو برای تصاحب 59 درصد از شرکت، ممکن است شرکت ورشکست شود.  در 16 دسامبر 1980، سهامداران امریکن موتورز "با اکثریت قاطع موافقت کردند که رنو متعلق به دولت فرانسه" مالک اصلی شرکت خود شود.  ژان مارک لپئو، خزانه‌دار سابق رنو، معاون امور مالی در امریکن موتورز شد.  در سپتامبر 1981، خوزه ددوروردر، کهنه کار رنو با 23 سال سابقه، عمدتاً در بخش تولید، معاون اجرایی امریکن موتورز در بخش تولید شد.
در ژانویه 1982، رئیس شرکت، دبلیو پل تیپت جونیور، جانشین جرالد سی. مایرز به عنوان رئیس هیئت مدیره و مدیرعامل شد و ددوروآردر به سمت ریاست منصوب شد.  Dedeurwaerder چشم انداز وسیعی را در این زمان حساس به ارمغان آورد: او با ساده سازی بسیاری از تکنیک های مدیریت مخفیانه American Motors اعتبار دارد.  او همچنین پیشرفت های مهمی را در چیدمان کارخانه و همچنین در کنترل هزینه و کیفیت ایجاد کرد.
رنو که چندین بار سهام خود را در این شرکت افزایش داد تا بتواند آن را حلال نگه دارد، در نهایت در سال 1983 مالکیت 49 درصدی را در اختیار رنو قرار داد. برخی این پیشرفت را به عنوان پایان دادن به فعالیت امریکن موتورز به عنوان یک شرکت خودروسازی واقعاً آمریکایی می دانند.
مالکیت و مدیریت جدید خبر از یک سرمایه گذاری محصول جدید برای امریکن موتورز داد: خطی از خودروهای مدرن دیفرانسیل جلو که توسط رنو طراحی شده و در کنوشا تولید می شود.

## تحولات محصول در دهه ۱۹۸۰
در سال 1980، تمام خودروهای امریکن موتورز با استفاده از Ziebart به عنوان محافظ زنگ کارخانه، فرآیند ضد زنگ جدیدی را دریافت کردند.  محافظ اضافی همچنین شامل پیچ‌های تزئینی آلومینیومی، آسترهای گلگیر داخلی پلاستیکی، و فولاد گالوانیزه در هر پانل بدنه بیرونی، همراه با حمام عمیق (تا خط پنجره) در پرایمر مبتنی بر اپوکسی است.  امریکن موتورز از برنامه حفاظت از زنگ زدگی با یک جزء 5 ساله "No Rust Thru" در "طرح حفاظت از خریدار" جامع خود پشتیبانی کرد.
ای ام سی ایگل

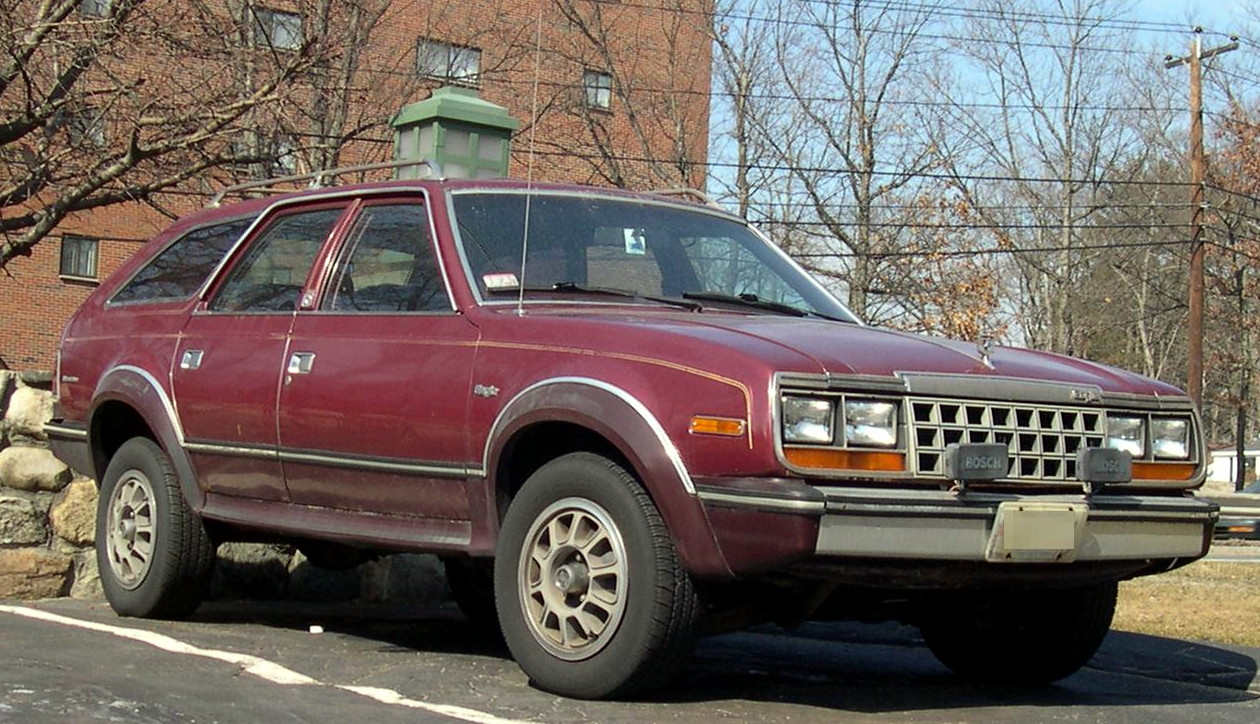
ای ام سی ایگل واگن، ۱۹۸۱

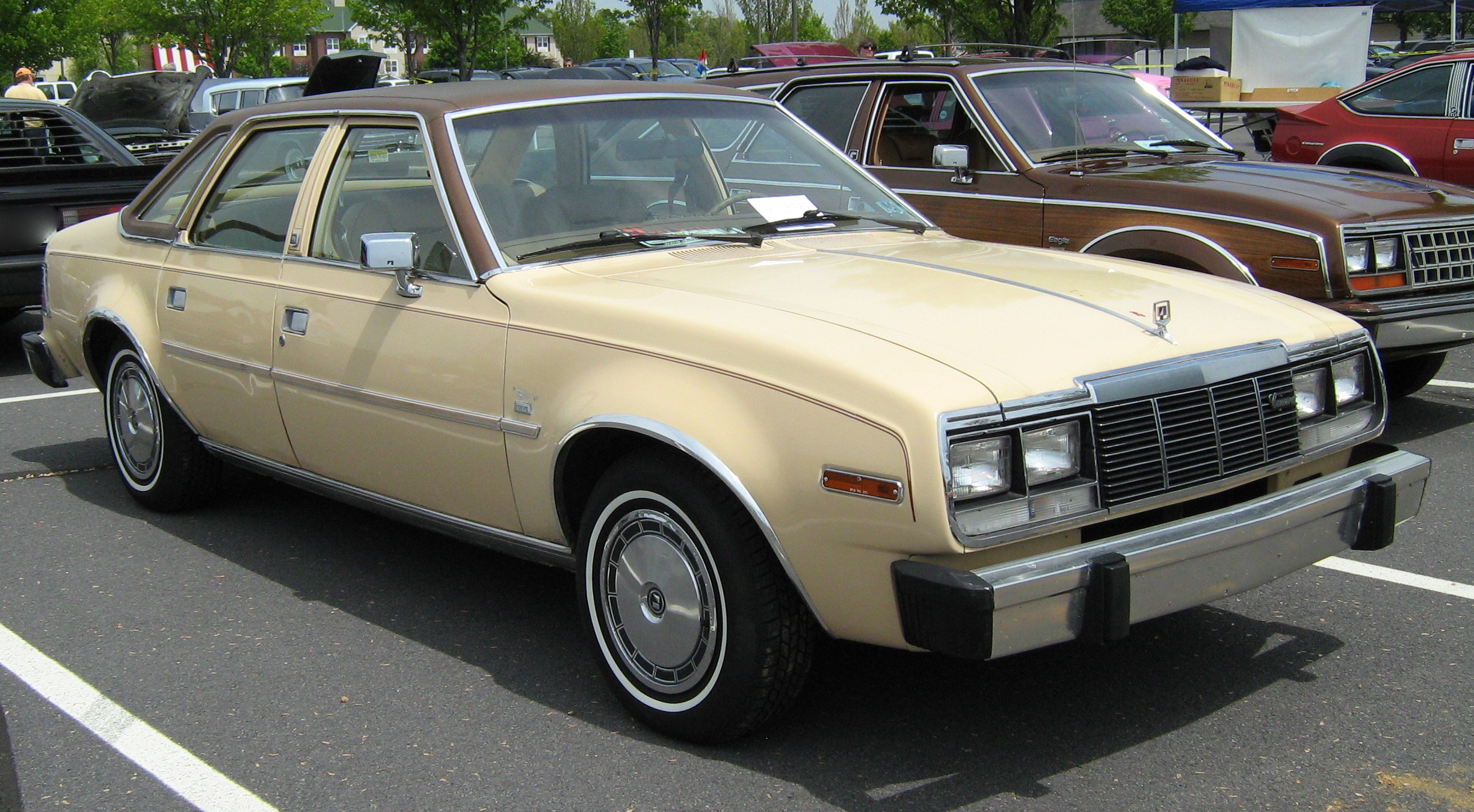
ای ام سی کنکورد، ۱۹۸۱

در آگوست 1979، برای مدل سال 1980، امریکن موتورز نسخه‌های چهار چرخ متحرک اسپیریت و کنکورد را معرفی کرد و خط جمعی را AMC Eagle نامید.  Eagles به سرعت به یکی از شناخته شده ترین محصولات این شرکت تبدیل شد و یکی از اولین "SUV های متقاطع" در نظر گرفته می شود.  Eagles از پوسته‌های بدنه دو چرخ متحرک نصب شده بر روی یک پلت فرم کاملاً جدید که توسط American Motors در اواخر دهه 1970 ساخته شده بود، استفاده کرد.  با داشتن سیستم چهارچرخ متحرک نوآورانه تمام وقت، بهترین فروش را در مناطق مستعد برف داشت.  فروش به شدت شروع شد اما با گذشت زمان کاهش یافت.  در حالی که اسپیریت و کنکورد دو چرخ متحرک پس از سال 1983 متوقف شدند، زیرا شرکت بر روی اتحاد رنو جدید خود تمرکز کرد، ایگل برای پنج سال بیشتر زنده ماند، البته فقط به شکل استیشن واگن، تا مدل سال 1988.  این بدان معناست که ایگل چهار چرخ متحرک تنها نماینده برند آمریکایی موتورز از سال 1984 تا سال 1988 بود.  تمام تولیدات باقی مانده این شرکت با برند رنو یا جیپ بود.  آخرین AMC Eagle در 14 دسامبر 1987 ساخته شد.
رنو آلنسیا ، انکور و جی تی ای

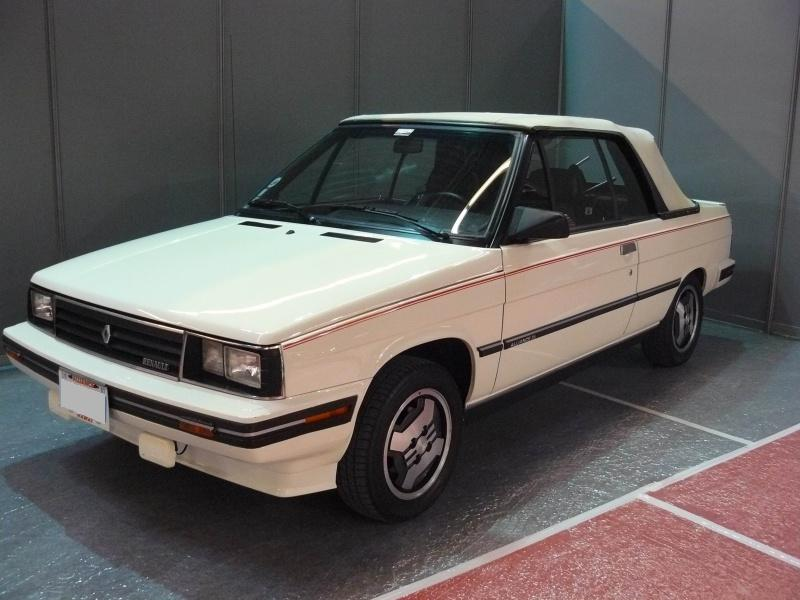
اتحاد رنو، بر اساس رنو 9، توسط شرکت آمریکایی موتورز از سال 1983 تا 1987 ساخته شد.

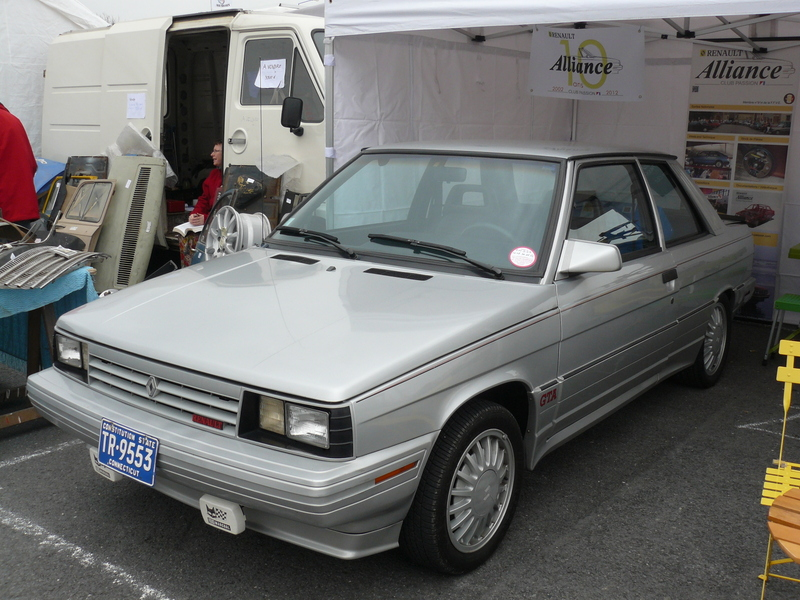
رنو جی تی ای دو درب، ۱۹۸۷

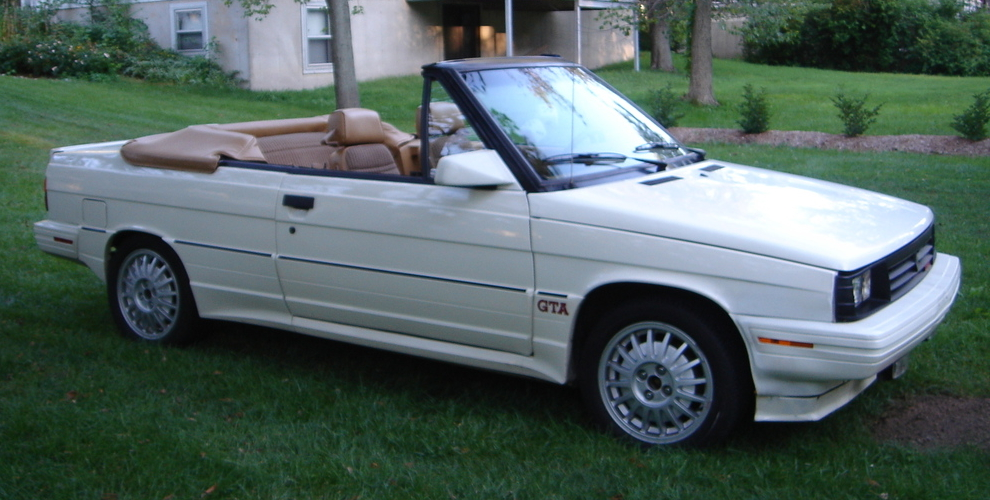
رنو جی تی ای کانورتیبل، ۱۹۸۷

اتحاد رنو اولین محصول مشترک مشارکت آمریکایی موتورز و رنو بود.  Alliance که در سال 1983 معرفی شد، یک خودروی کامپکت رنو 9 دیفرانسیل جلو بود که کمی برای بازار آمریکا توسط دیک تیگ بازسازی شد، عمدتاً برای مطابقت با استانداردهای ایمنی آمریکا، و توسط American Motors در Kenosha تولید شد.  این خودرو به عنوان رنو نشان داده شده بود و برخی از خودروها نشان آمریکایی موتورز را نیز داشتند.  این خودرو به صورت سدان با دو یا چهار در و بعداً به صورت کانورتیبل در دسترس بود.  هاچ بک که در سال 1984 معرفی شد و با نشان رنو انکور معرفی شد، همان مدل اروپایی رنو 11 بود.
مدل جدید، که در حین افزایش علاقه به خودروهای کوچک معرفی شد، جوایز متعددی از جمله موتور ترند خودروی سال را کسب کرد.  Motor Trend اعلام کرد: "Aliance ممکن است بهترین خودروی مونتاژ شده در سال اول باشد که تا به حال دیده‌ایم. آفرین به رنو!"  Alliance به عنوان شماره یک در فهرست ده خودرو برتر Car and Driver در سال 1983 قرار گرفت. استقبال مثبت و فروش 200000 اتحاد تا سال 1984 به دلیل در دسترس بودن تنها دو مدل بدنه مانع شد.  Alliance یک خودروی طراحی اروپایی بود که به طور کامل با نیازهای بازار ایالات متحده سازگار نبود.  شبکه توزیع نیز به خوبی پشتیبانی نمی‌شد، که منجر به کیفیت پایین‌تر تحویل توسط نمایندگی‌ها با «عواقب فاجعه‌بار» برای تصویر خودروها و هزینه‌های گارانتی بالا به دلیل نقص‌های کیفیت شد که بر فروش از سال 1985 تا پایان تولید در سال 1987 تأثیر زیادی گذاشت.
پس از مدل سال 1983، امریکن موتورز به طور کامل بر روی خودروهای چهار چرخ متحرک تمرکز کرد.  این شرکت تولید خودروهای دیفرانسیل عقب را متوقف کرد.  سپس از امکانات امریکن موتورز برای مونتاژ خودروهای کامپکت و ساب کامپکت با برند رنو آلیانس و انکور استفاده شد.
برای آخرین مدل سال 1987، یک نسخه با عملکرد بالاتر از سدان 2 در آلیانس و کانورتیبل به عنوان رنو GTA فروخته شد.  این نسخه دارای یک موتور دو لیتری رنو بود که مختص آن بود و با مدل های اروپایی 9 و 11 مشترک نبود.  این خودرو به‌عنوان «ماشین اسپرت کوچک شیک‌پوش» و «موشک جیبی» به‌عنوان «خودروی ارزان‌قیمت مبتنی بر اقتصاد تولید بالا، اما با تأکید بر ظاهر، عملکرد و هندلینگ» توصیف شد.
مدل‌های Encore در سال 1987 به Alliance Hatchback تغییر نام دادند. تولید Alliance و GTA در ژوئن همان سال به پایان رسید، در حالی که مدل‌های رنو 9 و 11 تا سال مدل 1988 در اروپا ادامه یافت و با رنو 19 کاملاً جدید جایگزین شد.
جیپ ها

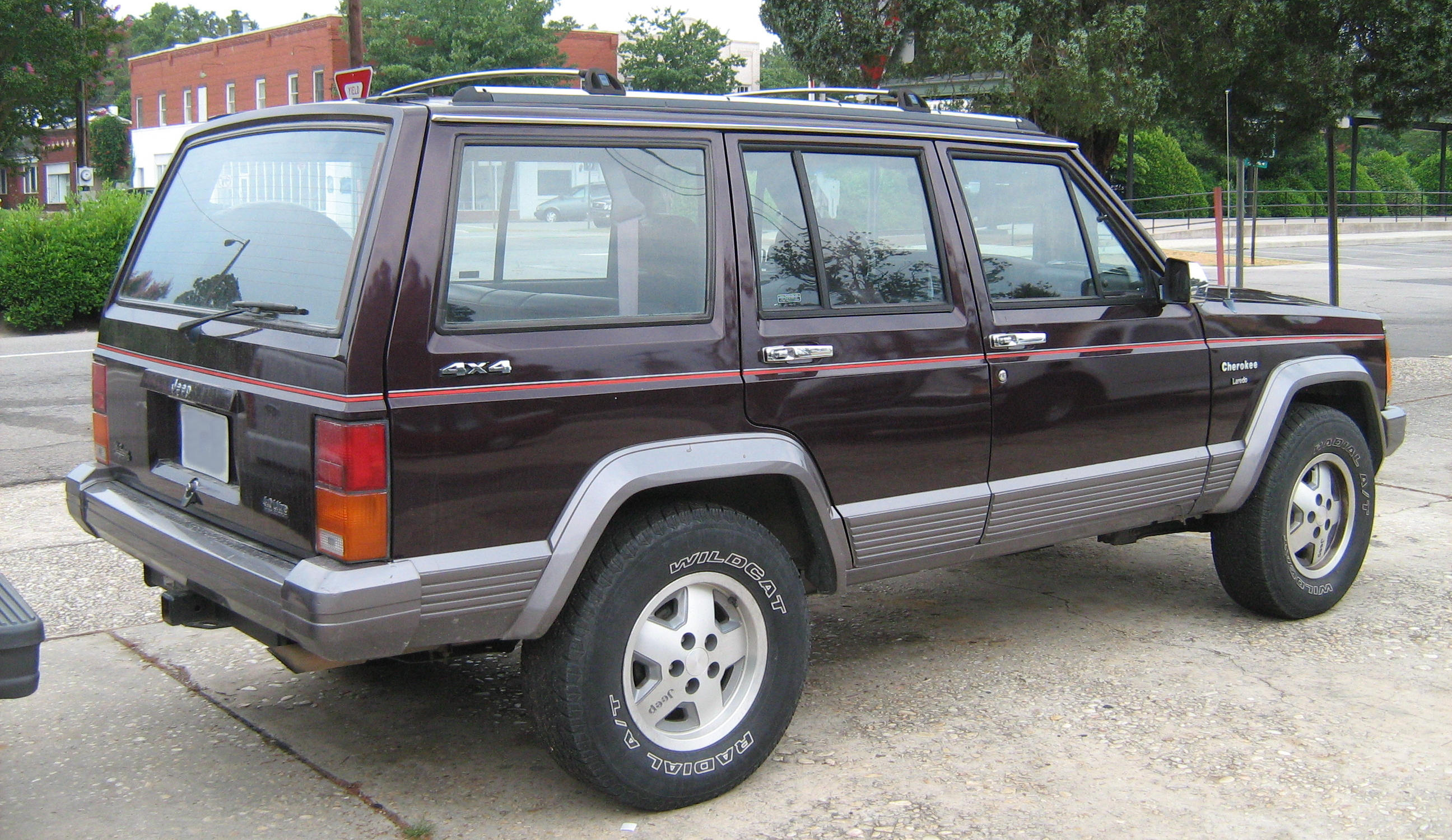
جیپ چروکی لاردو

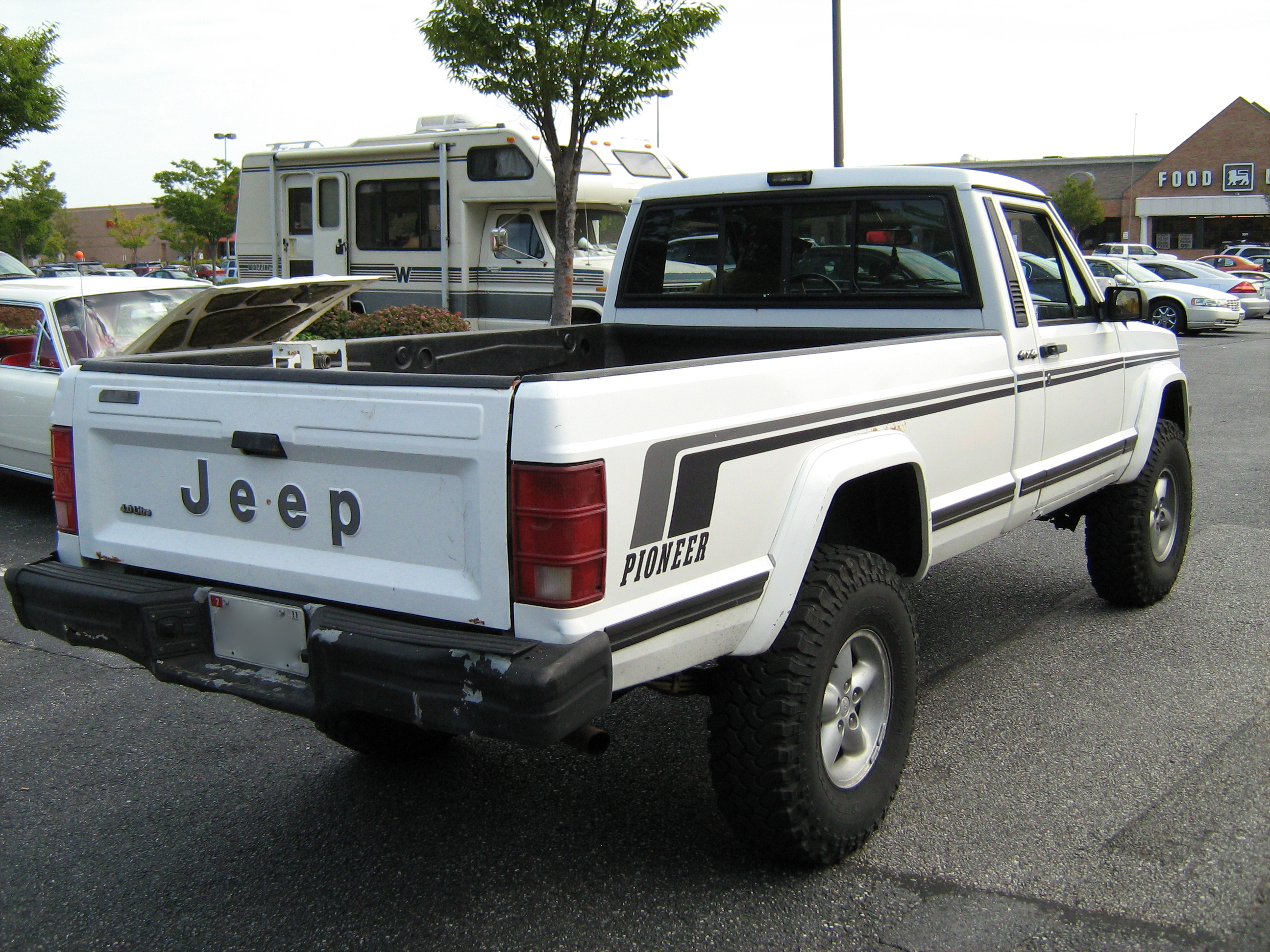
جیپ کومانچ پییونر

بیشتر سودمندتر برای آینده امریکن موتورز، معرفی یک خط کاملاً جدید از مدل های جمع و جور جیپ چروکی و واگنیر در پاییز 1983 برای مدل سال 1984 بود.  فرانسوا کاستینگ رنو، رئیس تیم توسعه محصول AMC، پلت فرم جدید جیپ را با طراحی دیک تیگ طراحی کرد.  رنو علاقه مند به فروش چروکی در اروپا بود، اما این خودرو برای برآورده کردن انتظارات اروپایی ها باید سبک تر و کم مصرف تر باشد.  وزن XJ جدید 3100 پوند (1406 کیلوگرم)، به دلیل ساختار یکپارچه و اجزای سبک‌تر آن مانند صندلی‌های جلو از رنو 9 و 11 و رنو آلیانس جدید است.
به گفته دیوید تریسی، «جیپ جدید XJ... 1200 پوند [540 کیلوگرم] سبک‌تر، 31 اینچ [790 میلی‌متر] کوتاه‌تر، شش اینچ باریک‌تر و چهار اینچ پایین‌تر از Cherokee SJ بود که جایگزین آن شد، و با این حال – به لطف ساختار یکپارچه – XJ 90 درصد حجم قبلی خود را حفظ کرد.»  و، نه تنها مصرف سوخت بسیار بهبود یافته است، بلکه "ارتباطات نیز بهتر است، فاصله از سطح زمین، و همچنین زوایای نزدیک شدن، خروج و شکست. اینها، همراه با مشخصات کوچکتر آن، XJ را هم در خارج از جاده و هم در خارج از جاده بهتر می کند."
پیش‌بینی اولیه AMC مبنی بر فروش 40000 چروکی و واگنیر با فروش 75000 دستگاه در سال اول شکست خورد.  سه مجله پیشرو آفرود، Petersen's 4-Wheel & Off-Road، Four Wheeler و Off-Road هر کدام جیپ چروکی جدید را به عنوان "4x4 سال" معرفی کردند.  محبوبیت این جیپ های کوچک پیشگام بخش جدیدی از بازار شد که بعداً به عنوان خودروی کاربردی اسپرت (SUV) تعریف شد.  آنها در ابتدا از موتور چهار سیلندر AMC 150.4 cu in (2.5 L) OHV با کاربراتور استفاده کردند و یک موتور V6 کاربراتوری 2.8 لیتری (171 cu in) ساخت جنرال موتورز اختیاری بود.  در سال 1986، تزریق دریچه گاز جایگزین کاربراتور در موتورهای 2.5 لیتری I4 شد.  یک رنو 2.1 لیتری (128 متر مکعبی) توربو دیزل I4 دیزل نیز ارائه شد.  با شروع مدل‌های 1987، یک موتور جدید 4.0 لیتری (244 مکعبی) I6، مشتق شده از I6 قدیمی 258 مکعبی (4.23 لیتری) با طراحی جدید و سیستم تزریق الکترونیکی سوخت، جایگزین V6 برون سپاری شد.  موتور "جدید" امریکن موتورز با کمک رنو طراحی شد و از قطعات رنو-بندیکس (رنیکس) برای مدیریت سوخت و احتراق استفاده کرد.  4.0 شهرت برجسته ای برای قابلیت اطمینان و استحکام ایجاد کرد.  این طرح که پس از خرید توسط کرایسلر حفظ شد، بهبود و اصلاحات مستمری دریافت کرد تا اینکه در پایان مدل 2006 متوقف شد.  موتور AMC 4.0 کاربرد گسترده‌ای در XJ Cherokees و Wagoneers، Grand Cherokees و Wranglers داشت، و بسیاری از این موتورها عمر بسیار طولانی داشتند (یا می‌بینند) که تقریباً بیش از 300,000 مایل (480,000 کیلومتر) بود.  کرایسلر XJ Cherokee را تا پایان مدل سال 2001 در ایالات متحده و تا سال 2005 در چین ساخت.
سه طرح دیگر پس از خرید کرایسلر همچنان مورد استفاده قرار گرفتند: شاسی بلند لوکس بزرگ گرند واگنیر، پیکاپ های سری J با اندازه کامل (ساخته شده بر روی همان شاسی مدل قبلی SJ Wagoneers و Cherokees که از سال 1963 با AMC 360 cu in (5.9) و Commerce cu Jeep (5.9)  وانت جمع و جور، که در سال 1986 عرضه شد. برخلاف اکثر خودروهای کاربردی اسپرت که بر اساس طرح‌های وانت پیکاپ تطبیقی ساخته شده‌اند، چروکی XJ SUV اول شد و کومانچ به‌عنوان نسخه بعدی وانت طراحی شد.
تولید پیکاپ‌های سایز کامل پس از سال 1987 متوقف شد. گرند واگنیر و موتور 360 V8 پس از سال 1991 (آخرین خودروی ساخت آمریکا که موتور آن از کاربراتور برای تحویل سوخت استفاده می‌کرد) کنار گذاشته شد و Comanche پس از سال 1992 متوقف شد.